# Cannabis
Chanvre
Cet article concerne le genre botanique dans son ensemble. Pour la plante, voir Cannabis sativa. Pour le cannabis à usage psychotrope, voir Cannabis (drogue).
Pour les articles homonymes, voir Cannabis (homonymie) et Chanvre (homonymie).
Genre
Espèces de rang inférieur
- Cannabis sativa L.
- Cannabis indica Lam. (putative)
- Cannabis ruderalis Janisch. (putative)

Cannabis (les cannabis) est un genre de plantes à fleurs qui rassemble des plantes annuelles de la famille des Cannabaceae, toutes originaires d'Asie centrale ou d'Asie du Sud.
La classification dans ce genre est encore discutée. Selon la majorité des auteurs, il contiendrait une seule espèce, le Chanvre cultivé (Cannabis sativa L.), parfois subdivisée en plusieurs sous-espèces, généralement sativa, indica et ruderalis (syn. spontanea), tandis que d'autres considèrent que ce sont de simples variétés. Le cannabis est exploité de manière industrielle pour la qualité de ses fibres sous forme de « chanvre agricole » souvent pauvre en principes psychotropes (THC), tandis que le cannabis à destination d’usages récréatif ou médicinal est riche en psychotropes (THC).
De nombreuses lignées de cannabis ont été créées par l’homme par hybridation entre sous-espèces ou variétés du genre, par sélection des plantes ou encore par le bouturage qui permet de les cloner à l'identique. Ainsi, les plants sont triés en fonction de l'usage que l'on souhaite en faire : qualité de leurs fibres, richesse en huile de leurs graines (chènevis), leur faible taux de THC ou, au contraire, leur concentration élevée en cannabinoïdes dans le cadre des usages médicaux ou récréatifs.
Le chanvre fut très largement utilisé au cours de son histoire. Il côtoie l'homme depuis le Néolithique. Il a toutefois été peu à peu réglementé voire interdit au cours du XXe siècle, en raison de ses effets sur la santé ou encore pour des raisons politiques, telles que le puritanisme aux États-Unis. La culture du chanvre agricole connaît un rebond dans les années 1970, parallèlement à l'augmentation du prix du pétrole, favorisée également par l'émergence de nouveaux débouchés et la prise de conscience environnementale. Comptant 47 000 hectares cultivés en 2017, le Maroc est le principal producteur de cannabis au monde, devant la Mongolie (15 000 hectares).
Le cannabis récréatif est considéré comme une drogue « douce », parce qu’il est quasiment impossible de faire une overdose de THC. Le cannabis peut néanmoins induire une dépendance psychique, mais non physique comme dans le cas des drogues dites « dures ». Des études ont aussi montré qu'une consommation régulière de cannabis chez l'adolescent est susceptible de privilégier l'apparition de troubles psychotiques.
L'usage récréatif du cannabis est aujourd'hui autorisé dans plusieurs États des États-Unis, ainsi qu'en Uruguay et au Canada, qui est en juin 2018 le premier pays du G7 à voter sa légalisation. Selon l’Office des Nations unies contre la drogue et le crime, 180 millions de personnes ont consommé au moins une fois du cannabis à usage récréatif en 2017.

## Vocabulaire
Le mot « chanvre » est dérivé du latin cannabis. Lui-même est la translittération de l'arabe « قنب », kunneb.. Ce mot a donné son nom scientifique au genre botanique Cannabis, mais aussi dans le langage courant au « cannabis » récréatif.
Les espèces ou sous-espèces du genre botanique Cannabis sont désignées en français par des noms différents selon l'usage qui en est fait. Ainsi, au XXIe siècle, les acteurs de la filière du chanvre qui produisent des variétés de Cannabis à usage industriel préfèrent utiliser les appellations « chanvre », « chanvre cultivé », « chanvre agricole », « chanvre d'œuvre » ou d'ouvrage... Tandis que pour les variétés de Cannabis à usage récréatif, on utilise de préférence la terminologie latine empruntée à la nomenclature botanique : « cannabis », « sativa », « indica », « ruderalis » ou « afghanica », ainsi que des appellations plus traditionnelles comme « chanvre indien » ou « chanvre afghan ».
En ce qui concerne l'agriculture, le « chanvrier », ou la « chanvrière », est la personne qui travaille le chanvre, mais une « chanvrière » peut aussi désigner une coopérative de producteurs ou un champ de cette plante. On disait aussi le « chanvreur » pour celui qui en broyait les tiges et le « ferrandier » pour désigner le peigneur de chanvre qui séparait les fibres. On utilisait un four à chanvre pour le séchage. Un champ de chanvre s'appelle ainsi une « chanvrière », mais on parle aussi de « chènevière », ou encore de « canebière » dans le sud de la France, à l'origine du nom de l'artère du centre de Marseille (du provençal « canèbe », qui signifie « chanvre »).
En botanique, le chènevis est la graine de chanvre et la chènevotte sa tige centrale dépourvue d'écorce.
Le fait de cultiver clandestinement du chanvre en pleine nature à l'abri des regards s'appelle la « culture guérilla », traduction littérale de l'expression anglaise guerilla grow. Les auteurs d'une culture guérilla sont appelés « guerilleros » et le lieu de culture un « spot guerilla »[réf. nécessaire].
Les cannabinoïdes sont les substances chimiques produites par des glandes spécialisées présentes sur toutes les parties aériennes de la plante. La marijuana regroupe les fleurs séchées sélectionnées pour leur taux élevé en THC ou autres cannabinoïdes, tandis que le haschich est la résine pure issue du chanvre femelle, préparée en pâte, et le skuff est un autre dérivé manufacturé du cannabis obtenu par un tamisage plus grossier que le haschich.
Un grand nombre de surnoms allégoriques sont donnés familièrement aux différents sous-produits à usage récréatif dérivés des Cannabis sp., destinés à les distinguer de l'usage agricole et dont la variété et le caractère exotique ou temporaire sont amplifiés dans le contexte d'une pratique clandestine.
Dans un autre registre familier, la « cravate de chanvre » désigne par métonymie la corde de la potence.

## Étymologie
Le nom de la plante Cannabis est dérivé à l'origine d'un mot scythe ou thrace, qui a été prêté en persan sous le nom de kanab, puis en grec comme κάνναβις, « chanvre », et par la suite en latin comme cannabis. Le mot germanique (en vieil anglais hænep, en proto-germanique *hanapi-z) peut être un ancien emprunt germanique du même mot.

### Histoire du mot
L'Oxford English Dictionary enregistre les premiers usages vocables du cannabis pour désigner la plante « chanvre commun Cannabis sativa » - en 1548, et plus tard signifiant - parties de la plante « fumées, mâchées ou macérées pour leurs propriétés enivrantes ou hallucinogènes » - en 1848. L' OED retrace l'étymologie du nouveau terme botanique latin cannabis - proposé en 1728 et standardisé dans le Species Plantarum de Carl Linnaeus (1753) - d'un cannabis latin antérieur, venant du grec kánnabis.
Hérodote (vers 440 avant notre ère) a enregistré la consommation de cannabis dans ses Histoires. « Les Scythes, comme je l'ai dit, prennent une partie de cette graine de chanvre [vraisemblablement, des fleurs], et, se glissant sous les couvertures de feutre, la jettent sur les pierres chauffées au rouge ; immédiatement, elle fume et dégage une vapeur telle qu'aucun bain de vapeur grec ne la peut dépasser ; les Scythes, ravis, poussent des cris de joie. » 
L'historien et linguiste Douglas Harper donne une étymologie du cannabis anglais à partir du kannabis grec, à partir d'un mot scythe ou thrace, qui est également la source de la toile anglaise (canvas, à savoir, tissu de chanvre) et éventuellement du chanvre.

### Étymologies indo-européennes
Basé sur la botanique, l'archéologie et l'histoire linguistique du cannabis, Elizabeth Wayland Barber a conclu,
Les gens de toutes les latitudes moyennes d'Europe et d'Asie - et cela inclurait les premiers Indo-Européens (IE) - connaissaient et utilisaient le chanvre depuis 5000 av. pour un nouvel usage : la drogue. Les anciennes variétés de chanvre du nord ne contenaient pas le narcotique THC ; et le 2e millénaire était probablement la première fois que suffisamment de personnes faisaient des allers-retours entre l'Iran (où il poussait) et l'Europe de l'Est pour pouvoir propager une habitude, ainsi que sa source, le chanvre porteur de THC. Et le début du 1er millénaire avant notre ère correspond au moment où nous commençons à trouver des preuves de la consommation de cannabis dans de nouvelles zones. 
Barber a analysé les mots apparentés pour « chanvre » et « cannabis » dans les langues indo-européennes et a proposé une racine étymologique de * kan(n)aB- (où * B représente un * p ou un * b avec un arrêt bilabial). Un proto-indo-européen reconstruit (PIE) * p est évident dans de nombreux sous-groupes IE :
- Albanais (kanëp)
- Arménien (kanap)
- Langues baltes (kanãpė[réf. nécessaire] lituanien, kaņepe letton et knapios Vieux-prussien)
- Certaines langues finnoises (ingrien kaneppi et estonien kanep) ont emprunté le mot au balte.
- Roumain (cânepă)
- Langues slaves (konopljá russe, konoplja croate, konop bulgare et konopĕ tchèque)

Les mots dans les langues germaniques (vieil anglais hænep, vieux norrois hampr et allemand der Hanf) remontent à * hanap-, qui, selon la loi de Grimm, proviendrait d'une forme *kanab-, mais ce mot d'emprunt a précédé la culture romano-germanique.
Un PIE * b reconstruite est évident dans le mot latin cannabis (latin vulgaire * can(n)abum, * canaba) du grec kannabis, le premier terme enregistré pour la drogue, qui transcrit un mot scythe ou thrace.
Les Scythes parlaient des dialectes iraniens, et les langues indo-iraniennes ont deux mots, représentés par le sanskrit śaṇa- "une sorte de chanvre" (des formes * kana- ou * kene- ) et bhanga "chanvre narcotique" (cf. bhang). Des langues ouraliennes et turques, Barber a cité Mari kene ou kine « chanvre », Chuvash kantär, vieux turc käntir, kendir et kenevir turcs et Karakalpak kenep.
Une autre indication vient des textes cunéiformes néo-assyriens du 1ᵉʳ millénaire avant notre ère, « où un mot qunabu (qunnapu, qunubu, qunbu) commence à apparaître, pour une source d'huile, de fibres et de médicaments ».
Ainsi, l'hypothèse bien documentée de Barber implique deux étapes : à la fin du Paléolithique et au début du Néolithique, un nom * ken- ou * kan- s'est répandu à travers l'Asie avec la plante de chanvre, qui était utilisée pour de la fibre et de la nourriture ; puis au début de l'Âge du fer, « une version agrandie de ce mot même, local en Iran et peut-être dans le nord de l'Inde s'est propagée avec la variété contenant de la drogue ».
Michael Witzel suggère une dérivation ultime à la fois du * kana et du * bhang de la (des) langue (s) du complexe archéologique de Bactria-Margiana.

### Étymologies sémitiques
L'étymologue sémitique Sula Benet, de l'Institut des sciences anthropologiques de Varsovie, a indiqué que l'origine était le mot hébreu קַנַּבּוֹס ( qannabbôs ) kaneh bosm (קנה בושם). Benet, (également connu sous le nom de Sara Benetowa) est cité disant :
La ressemblance étonnante entre les kanbos sémitiques et le cannabis scythe m'amène à supposer que le mot scythe était d'origine sémitique. Ces discussions étymologiques vont de pair avec des arguments tirés de l'histoire. Les Scythes iraniens étaient probablement apparentés aux Mèdes, qui étaient voisins des Sémites et auraient facilement pu assimiler le mot chanvre. Les Sémites auraient également pu passer le mot lors de leurs migrations à travers l'Asie Mineure. Benet - dans le livre d'herbe[Quoi ?] 
Le mot 'gan-zi-gun-nu' est référencé à partir de tablettes de pierre (datant de 700 avant notre ère) qui indiquent un lien avec les termes orientaux et proches-orientaux pour la plante ( gan-zi > ganja, gun-nu > qaneh ). Cette substance était utilisée pour la sorcellerie et prescrite comme remède utile pour une variété de maux, y compris la dépression et l'impuissance.
L'hébreu קַנַּבּוֹס (qannabbôs) de קְנֵה בֹּשֶׂם (qěnēh bośem) peut dériver du sumérien kunibu, bien que le -s final ne semble pas être présent dans les formes akkadiennes (assyriennes) ou sumériennes. Les principales autorités sur l'étymologie des langues allemande et russe énumèrent un apparenté sumérien.
Raphael Mechoulam et ses collègues de l'Université hébraïque de Jérusalem proposent une étymologie alternative pour le cannabis : cannabis grec < kunnab arabe < qunnappa syriaque < pannag hébreu (= bhanga en sanskrit et bang en persan). Ils expliquent qu'en hébreu, seules les consonnes forment la base d'un mot et que les lettres p et b sont fréquemment interchangeables. Les auteurs pensent qu'il est probable que le 'pannag', mentionné dans la Bible par le prophète Ezéchiel (27:17), soit en fait du Cannabis.
Le terme biblique hébreu qěnēh bośem, littéralement « roseau aromatique » (qěnēh- « roseau », bośem- « aromatique »), probablement fait référence au cannabis selon certains étymologistes, mais est plus communément considéré comme de la citronnelle, calamus ou même canne sucrée, en raison de problèmes de traduction répandus.
La Bible hébraïque le mentionne dans Exode 30:23 où Dieu ordonne à Moïse de faire une huile sainte de myrrhe, de cannelle, de qěnēh bośem et de cassia pour oindre l'Arche de l'Alliance et le Tabernacle (et donc le Temple de Dieu à Jérusalem). Notamment, cette huile d'onction est une formule spéciale à base de plantes qui fonctionne comme une sorte de vernis et de parfum pour l'Arche et le Tabernacle, et la Bible interdit sa fabrication et son utilisation pour oindre les gens (Exode 30: 31-33) à l'exception de l'Aaronic sacerdoce (Exode 30:30).
Ailleurs, la Bible hébraïque utilise simplement « roseau » qānēh comme nom d'une plante à quatre endroits dont le contexte semble signifier « roseau de baume » comme une résine parfumée, Isaiah 43:24, Jérémie 6:20, Ezekiel 27:19 et Cantique des Cantiques 4:14. Le nom hébreu "roseau de baume" vient de qěnēh (la forme de construction du nom de qāneh ) signifie un « roseau » ou « canne » et bośem signifie « baume » ou résine « aromatique ». L'hébreu a peut-être adapté le nom qannabbôs de « roseau de baume » qěnēh bośem en remplacement du nom ambigu « roseau ».
Les références non ambiguës en hébreu ou en araméen au cannabis sont rares et obscures[réf. nécessaire]. Le syriaque a qanpa (un prêt du kannabis) et tanuma (voir le lexique araméen complet) mais ni l'un ni l'autre ne se trouve dans la Peshitta, la Bible syriaque. Les textes syriaques tardifs d'Ahiqar incluent le qanpa comme « des cordes de chanvre » (tunbei de-qanpa). Le mot hébreu qanbes, un mot emprunté au kannabis, est utilisé dans la Mishna comme chanvre [Kilaïm 2 : 5 ; 5:8 ; 9:1,7 ; Negaim 11: 2] dans le sens d'un constituant de vêtements ou d'autres articles.
Le chanvre était un matériau courant chez les Hébreux. La robe de chanvre appelée « Simlah » en hébreu  était portée comme une marque des humbles. L'International Standard Bible Encyclopedia affirme également ce qui suit :
- "Le matériau habituel pour les cordes était certainement le lin (chanvre)" [25]
- Que les toiles des tentes appelées bait sha`r, signifiant "maison de poil" étaient tendues sur des poteaux par des cordes de poil de chèvre ou de chanvre[26].
- "Les classes les plus pauvres portaient probablement des emballages en lin écru ou en chanvre " [27] (le chanvre, encore une fois, étant le Simlah)[24].

## Nomenclature et systématique
Les auteurs poursuivent les recherches et les analyses au XXIe siècle pour déterminer si les grands types de chanvre traditionnellement identifiés sont répartis en espèces ou bien en sous-espèces, auxquelles il faut ajouter les multiples variétés ou cultivars obtenus par croisement ou par sélection progressive de ces supposées espèces (voir la liste des lignées de cannabis).
Selon la majorité des auteurs, ce genre contiendrait une seule espèce, le Chanvre cultivé (Cannabis sativa L.), subdivisée en plusieurs sous-espèces, généralement subsp. sativa, subsp. indica et subsp. ruderalis (syn. spontanea),. Toutefois, certains auteurs mentionnent encore plusieurs espèces : Cannabis indica, Cannabis ruderalis, etc.
Cette division est discutable : certains ne considèrent pas les différences entre les espèces ou les sous-espèces comme suffisamment importantes et estiment que ce sont toutes de simples variétés botaniques de Cannabis sativa.
On peut néanmoins différencier quatre phénotypes bien distincts : « sativa », « indica », « ruderalis » et « afghanica ».

### Liste d'espèces, sous-espèces ou variétés

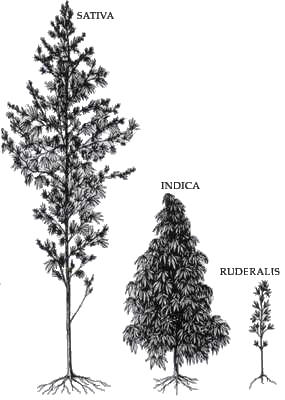
Différence entre les principales plantes du genre Cannabis.

Les études du début du XXIe siècle tendent à regrouper toutes les formes de la plante dans une seule espèce, Cannabis sativa L., mais selon les époques et les auteurs, le nombre d'espèces distinctes, sous-espèces ou variétés diffère.
Selon GRIN (10 octobre 2018) et ITIS (10 octobre 2018) :
- Cannabis sativa L.
  - Cannabis sativa subsp. indica - Chanvre indien
  - Cannabis sativa subsp. sativa - Chanvre

Selon Catalogue of Life (10 octobre 2018) :
- Cannabis sativa L.
  - Cannabis sativa subsp. indica - Chanvre indien
  - Cannabis sativa subsp. sativa - Chanvre
  - Cannabis sativa var. ruderalis - Chanvre sauvage

Selon BioLib (10 octobre 2018) :
- Cannabis ruderalis Janisch.
- Cannabis sativa L.
- Cannabis × intersita Soják

### Principaux phénotypes
On peut différencier quatre phénotypes bien distincts

#### Chanvre cultivé ou «sativa»

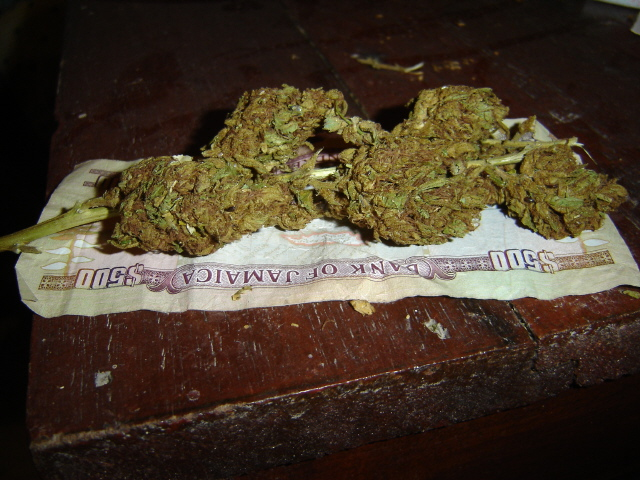
Sativa jamaïcaine destinée à être fumée.

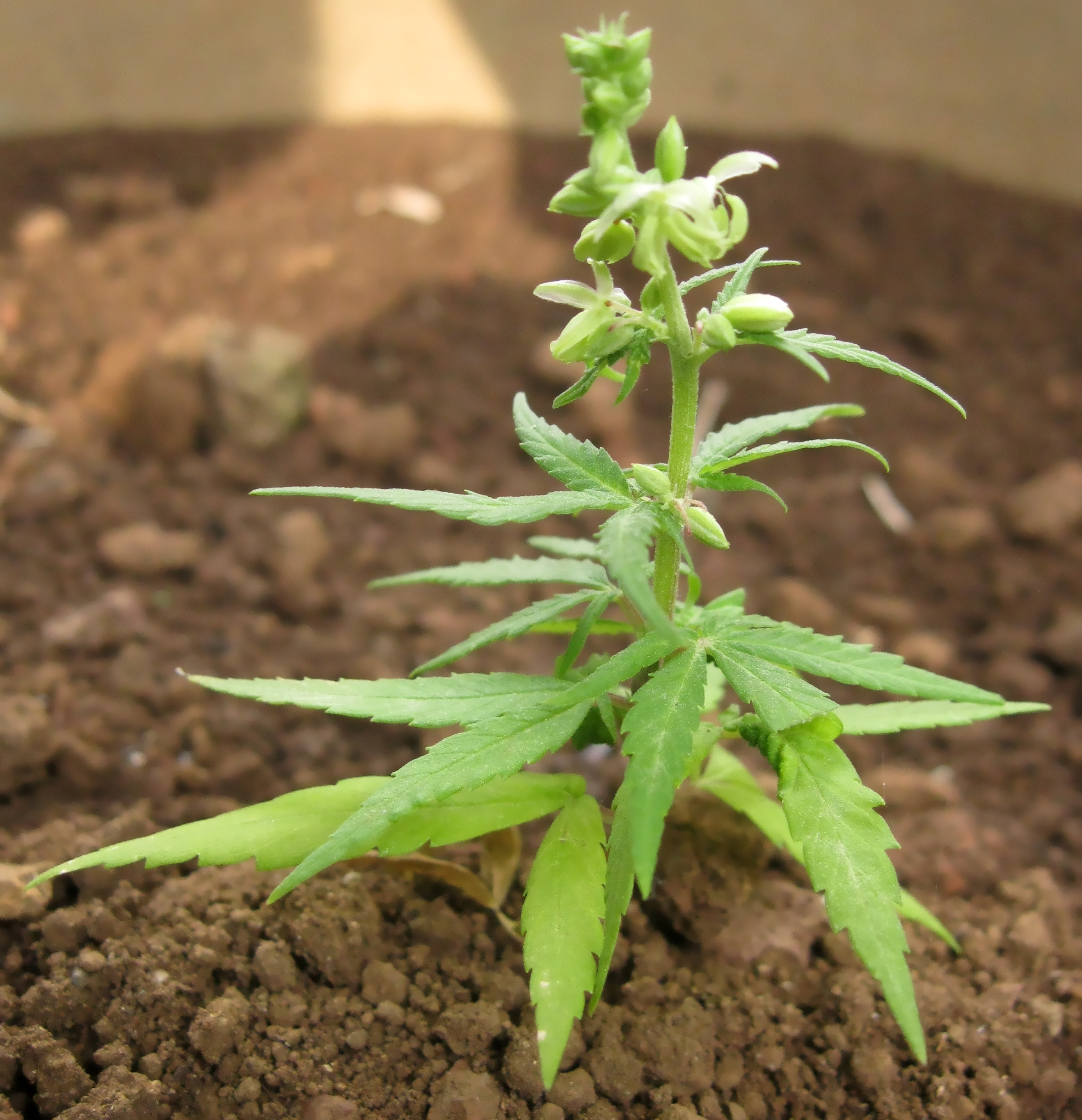
Jeune plant de Sativa exposé au Jardin d'Éden, à La Réunion.

Le phénotype dit Cannabis sativa L. est synonyme de Cannabis sativa subsp. sativa. C'est une plante appelée dans le langage commun, selon son usage, Chanvre cultivé ou Sativa.
Elle provient des régions équatoriales et atteint en quelques mois une hauteur de plusieurs mètres, jusqu'à plus de six mètres. Les folioles de ses feuilles sont fines et la plante est peu ramifiée. Sa tige est souple et creuse. Son cycle de vie est plus long que celui des autres sous-espèces, sans doute à cause de la photopériode des régions équatoriales.
Cette plante est réputée pour ses fibres, elle a largement été utilisée dans le passé et l'est encore à l'époque actuelle pour les multiples applications qu'elle permet (tissus, construction, cosmétique, isolation phonique et isolation thermique, huiles, cordages, litières, combustibles, papeterie, alimentation humaine, alimentation animale, agrocarburants, usage médicamenteux, usage récréatif, matériaux composites en association avec des matières plastiques…). Les semenciers travaillent par exemple, à la création de cultivars sélectionnés génétiquement et qui constituent le chanvre cultivé légalement. Le but est de réhabiliter la filière chanvre afin de répondre aux nouveaux défis énergétiques et environnementaux. Ces cultivars font l'objet d'un programme de sélection génétique intensif afin de minimiser leur teneur en THC.

#### Chanvre indien ou «indica»

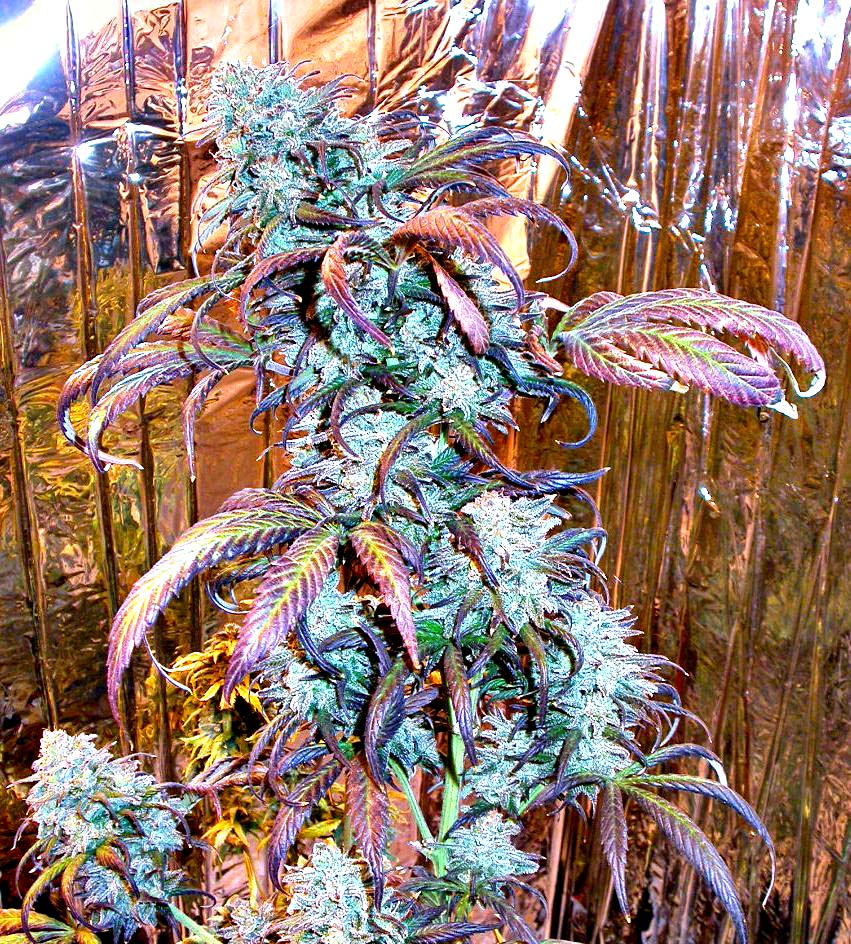
Cannabis indica M-39.

Le phénotype Cannabis indica Lam. est synonyme de Cannabis sativa subsp. indica (Lam.) E.Small & Cronquist, ou de Cannabis sativa L. var. indica (Lam.) Wehmer. Elle est couramment appelée chanvre indien. La plante est originaire des régions himalayennes du nord de l'Inde. Le chanvre indien est réputé essentiellement pour ses propriétés psychotropes mais également dans une moindre mesure pour sa fibre. Une rumeur populaire prétend à tort que c'est la seule sous-espèce qui se fume. Certains prétendent que, comme psychotrope, elle procure davantage un effet « stoned » comparé au Cannabis sativa. C'est un effet plus lourd, plus corporel, voire soporifique, plutôt qu'un effet « high », plus cérébral, et davantage associé aux sativas.
Sa concentration en principes actifs dépend du climat et de l'environnement dans lesquels la plante a évolué. Elle se caractérise physiquement par des pales larges, une ramification assez importante et une stature moyenne qui ne dépasse jamais les trois mètres. Sa floraison est plus précoce que Cannabis sativa L. subsp. sativa, raison pour laquelle elle est davantage appréciée en culture récréative. Sa tige est souple et presque pleine.

#### Chanvre sauvage ou «ruderalis»

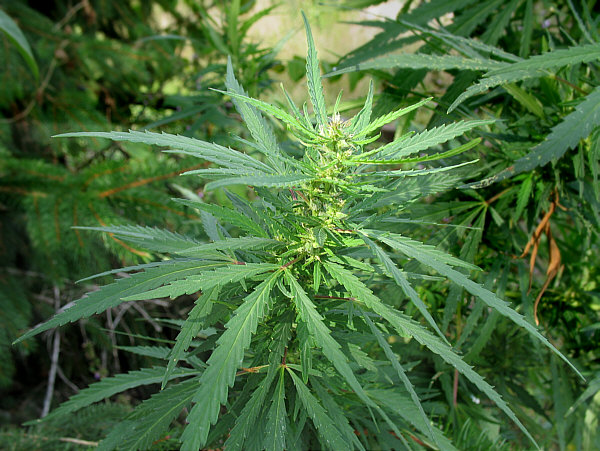
Chanvre sauvage

Le phénotype Cannabis ruderalis Janisch est synonyme de Cannabis sativa subsp. spontanea, ou de Cannabis sativa var. ruderalis (Janisch.) S.Z.Liou. Il est appelé couramment chanvre sauvage. Elle est caractérisée par sa floraison précoce. Certaines populations sont insensibles à la photopériode. Elle supporte des climats assez froids et des conditions environnementales difficiles. Comme Cannabis afghanica, sa stature est petite ne dépassant pas les 1 m de hauteur et n'est pratiquement pas ramifiée, souvent à tige unique. La plante entre dans la création d'hybrides pour augmenter la précocité du chanvre à usage récréatif. Il ne possède en lui-même que de très faibles effets psychotropes. La teneur en THC n'excède pas les 0,5 %.
Le chanvre sauvage pousse à l'état sauvage en Europe centrale et en Europe de l'Est où il est considéré comme une « mauvaise herbe ». On le rencontre fréquemment en bordure des routes, des champs et des rivières. Le chanvre sauvage poussait à l'origine dans le Sud-Est de l'ancienne Russie. On pense que ce sont les Scythes qui l'ont diffusé en Asie, notamment en Mongolie. Il est actuellement naturalisé depuis l'Europe centrale jusqu'en Chine.

#### Chanvre afghan ou «afghanica»
Le phénotype Cannabis afghanica est synonyme de Cannabis kafiristanica (Vavilov) Chrtek ou de Cannabis sativa subsp. kafiristanica ou encore de Cannabis sativa var. kafiristanica (Vavilov) E.Small & Cronquist. Il est appelé couramment chanvre afghan. Le Kafiristan, nom d'une province afghane, signifie littéralement « pays des infidèles ». Le Kafiristan est une province isolée dans les montagnes de l'Hindu Kush qui a récemment été renommée Nurestân. Elle est appelée ainsi car d'autres sous-espèces poussent en Afghanistan, souvent dérivées du chanvre indien, et sont souvent appelées abusivement chanvre afghan [pas clair] [réf. incomplète].
Le chanvre afghan est cultivé essentiellement dans les montagnes du Pakistan et de l'Afghanistan, milieu auquel il est bien adapté. La plante ne dépasse jamais les 1,50 m de hauteur. Il est à peine plus grand que le chanvre sauvage, mais contrairement à ce dernier, il possède un important taux de THC. Il est cultivé exclusivement pour la production de haschich, sa petite taille le rendant impropre à une utilisation textile. Il présente de nombreuses ramifications comme le chanvre indien, mais la distance entre les nœuds est beaucoup plus faible. À maturité, ses feuilles sont beaucoup plus longues que C. indica, atteignant la dimension de celles de C. sativa mais plus large et avec le même ratio longueur/largeur que C. ruderalis. C'est le seul type de Cannabis à avoir un tronc nervuré et solide. Ces caractéristiques intermédiaires sont peut-être la trace d'une origine hybride ancienne fixée.

## Caractéristiques du genre

### Description botanique
Les espèces du genre Cannabis sont des plantes annuelles de la famille des Cannabaceae. Ce sont toutes des plantes originaires d'Asie centrale ou d'Asie du Sud.
Les Cannabis ont un système de détermination sexuelle particulièrement compliqué. Plusieurs modèles ont été proposés pour expliquer ce fonctionnement.

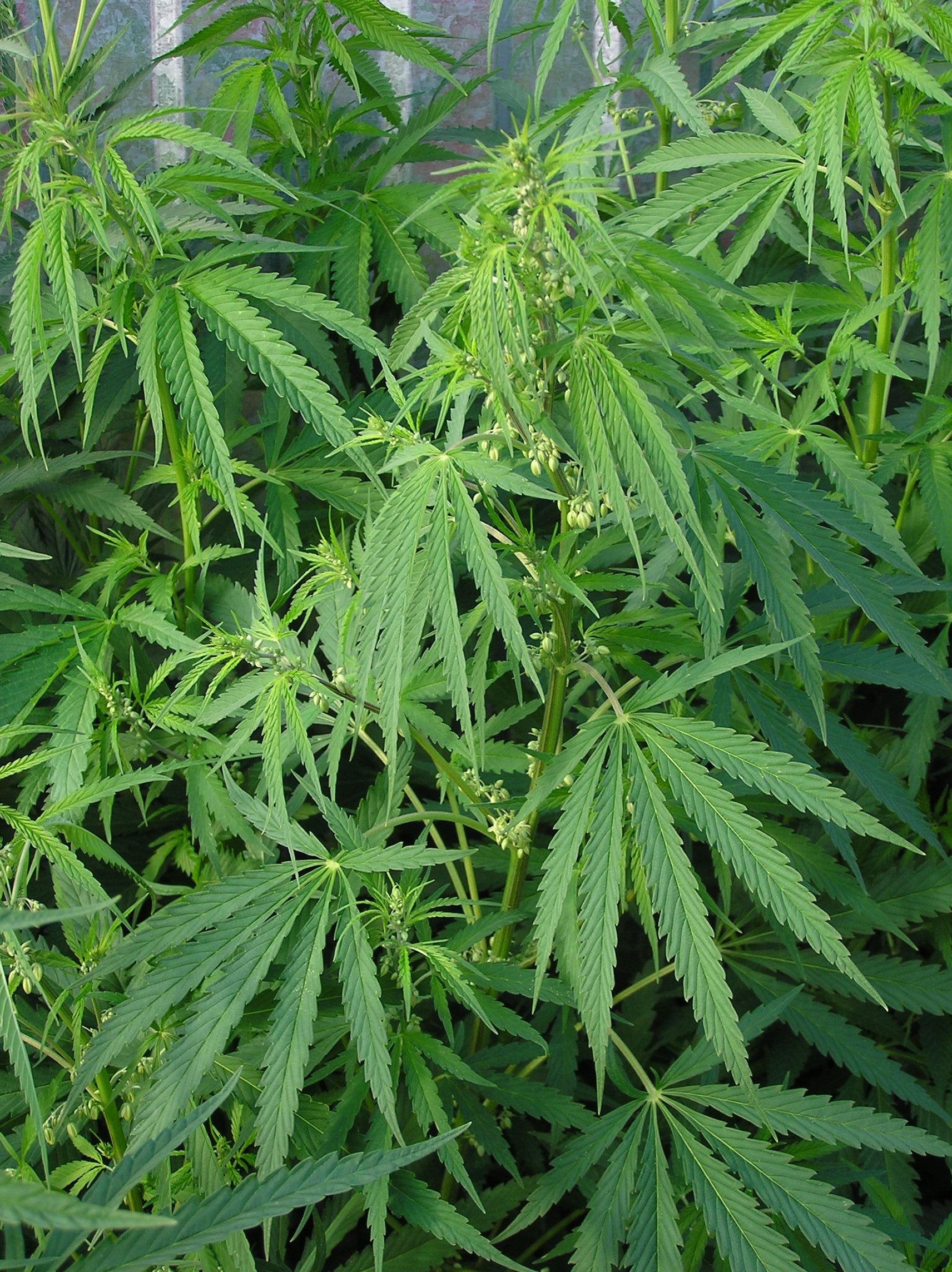
Plant de chanvre sauvage.
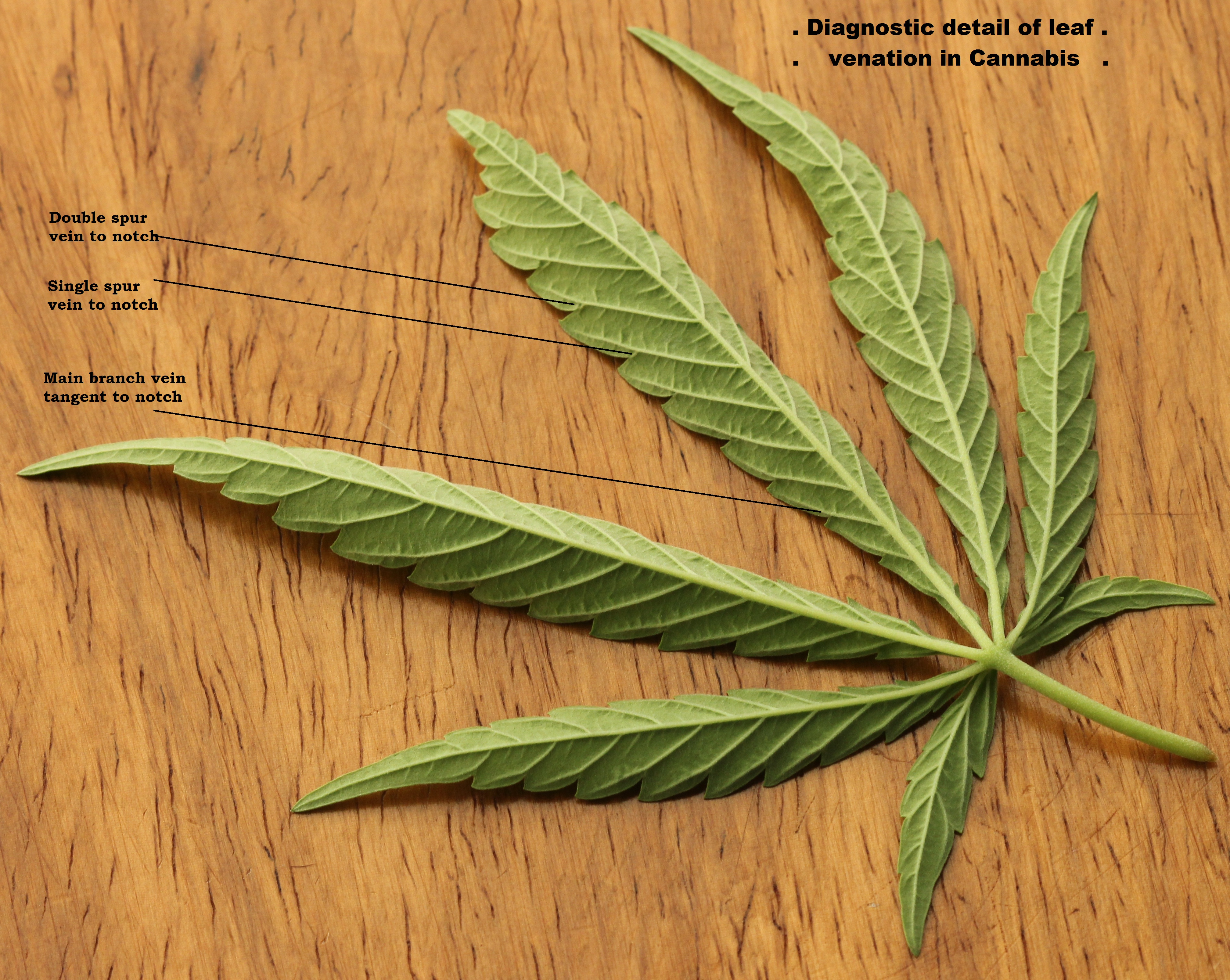
Revers d'une feuille montrant les nervures.
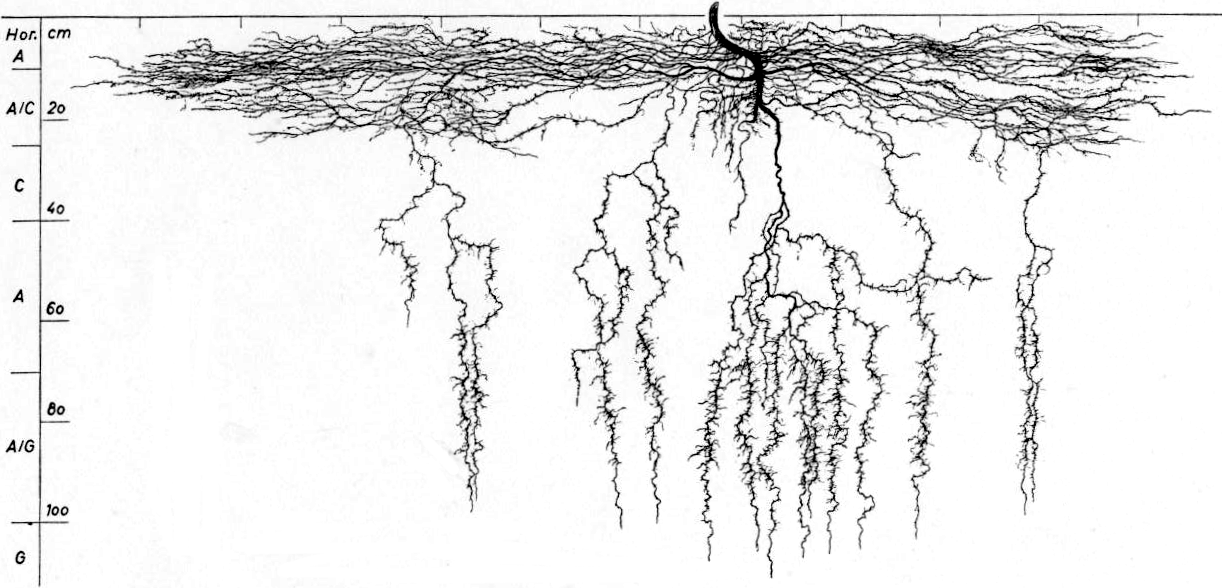
Vue en coupe latérale du système racinaire.
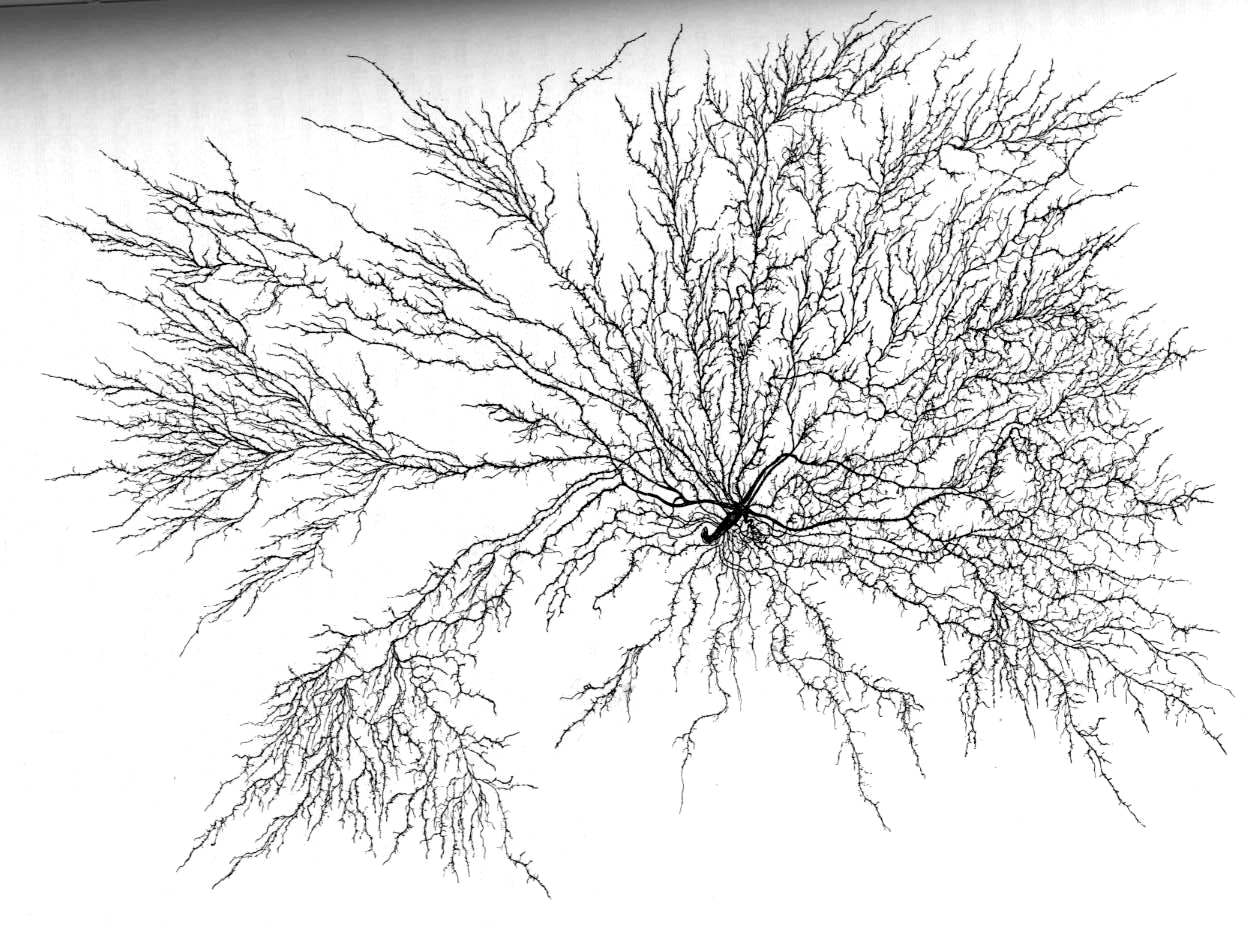
Vue aérienne du système racinaire.
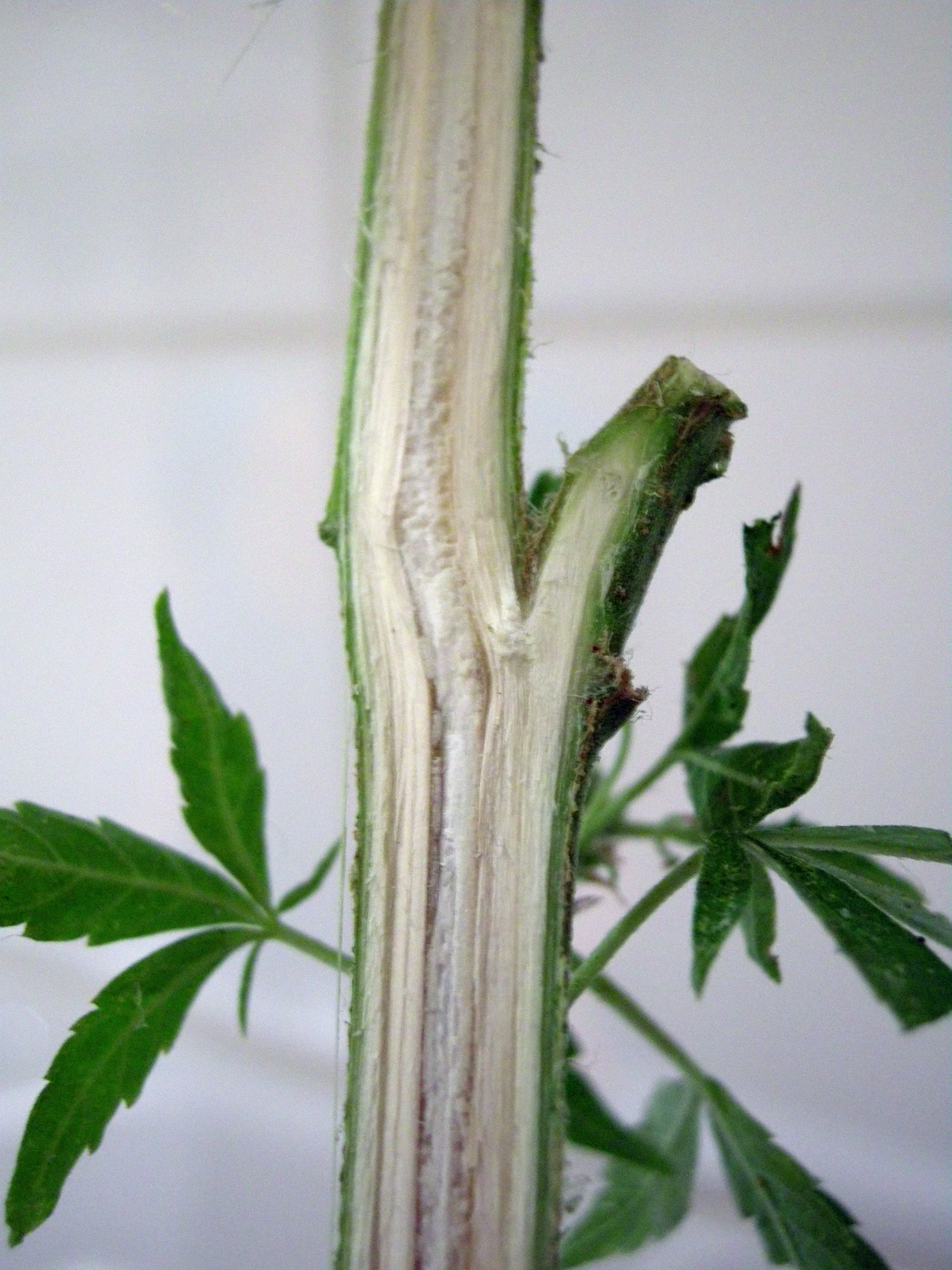
Coupe d'une tige.
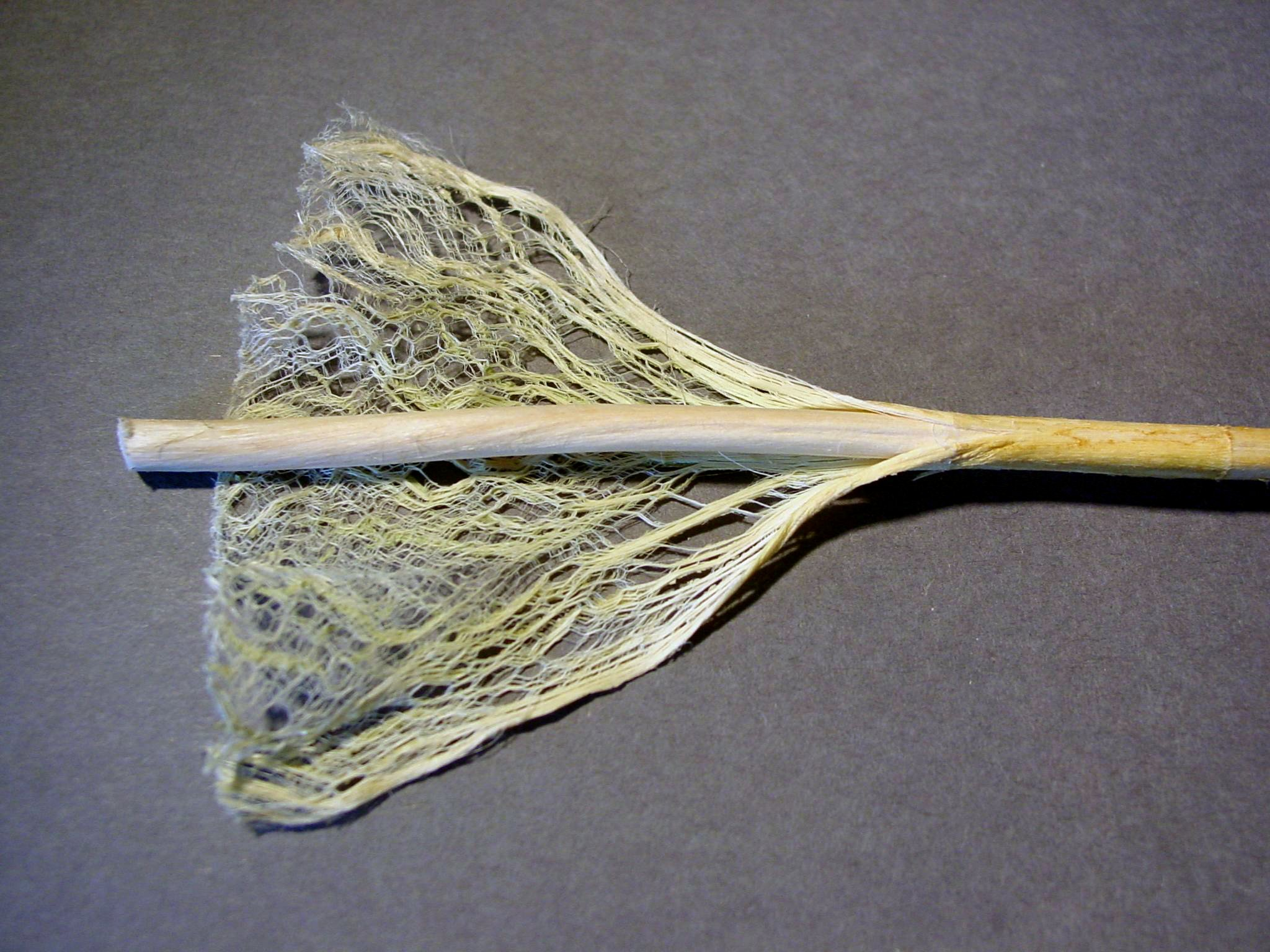
Tige avec mise en évidence des fibres et de la chènevotte (moelle).
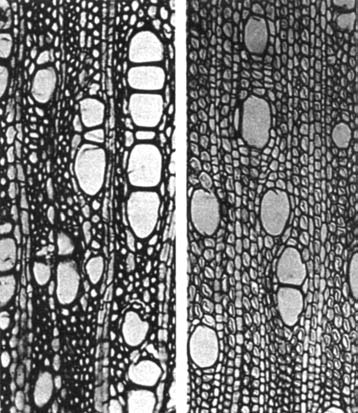
Coupe microscopique de C. sativa (à gauche) et C. indica (à droite).

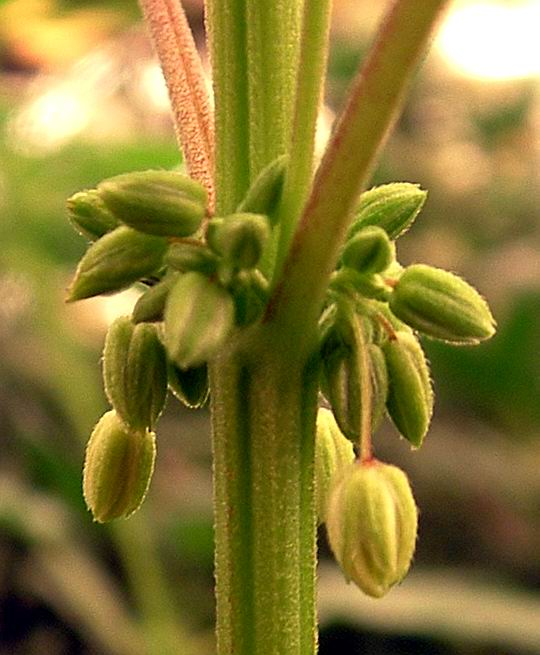
Fleurs mâles de Cannabis sp.
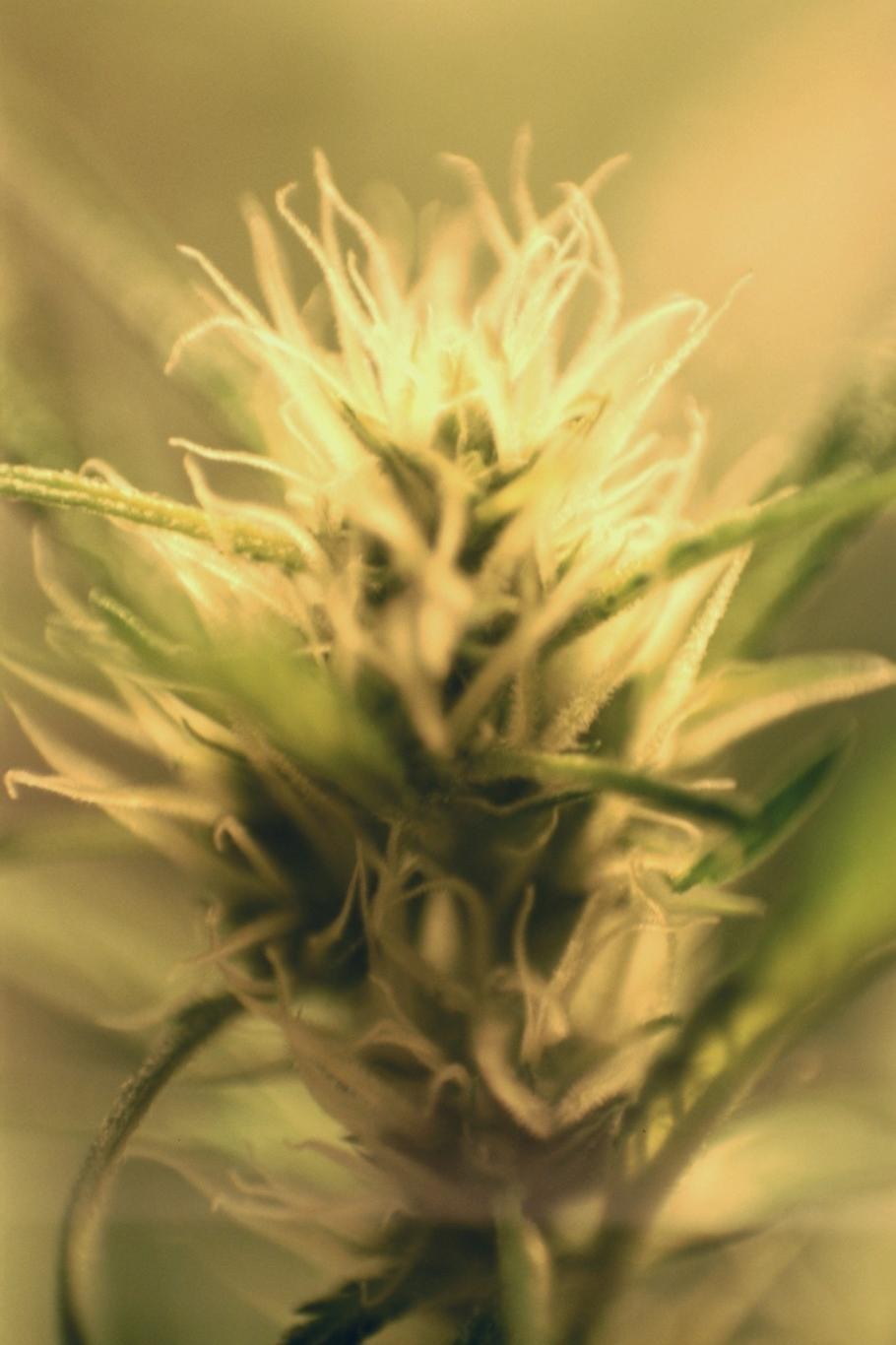
Fleurs femelles de Cannabis sp.
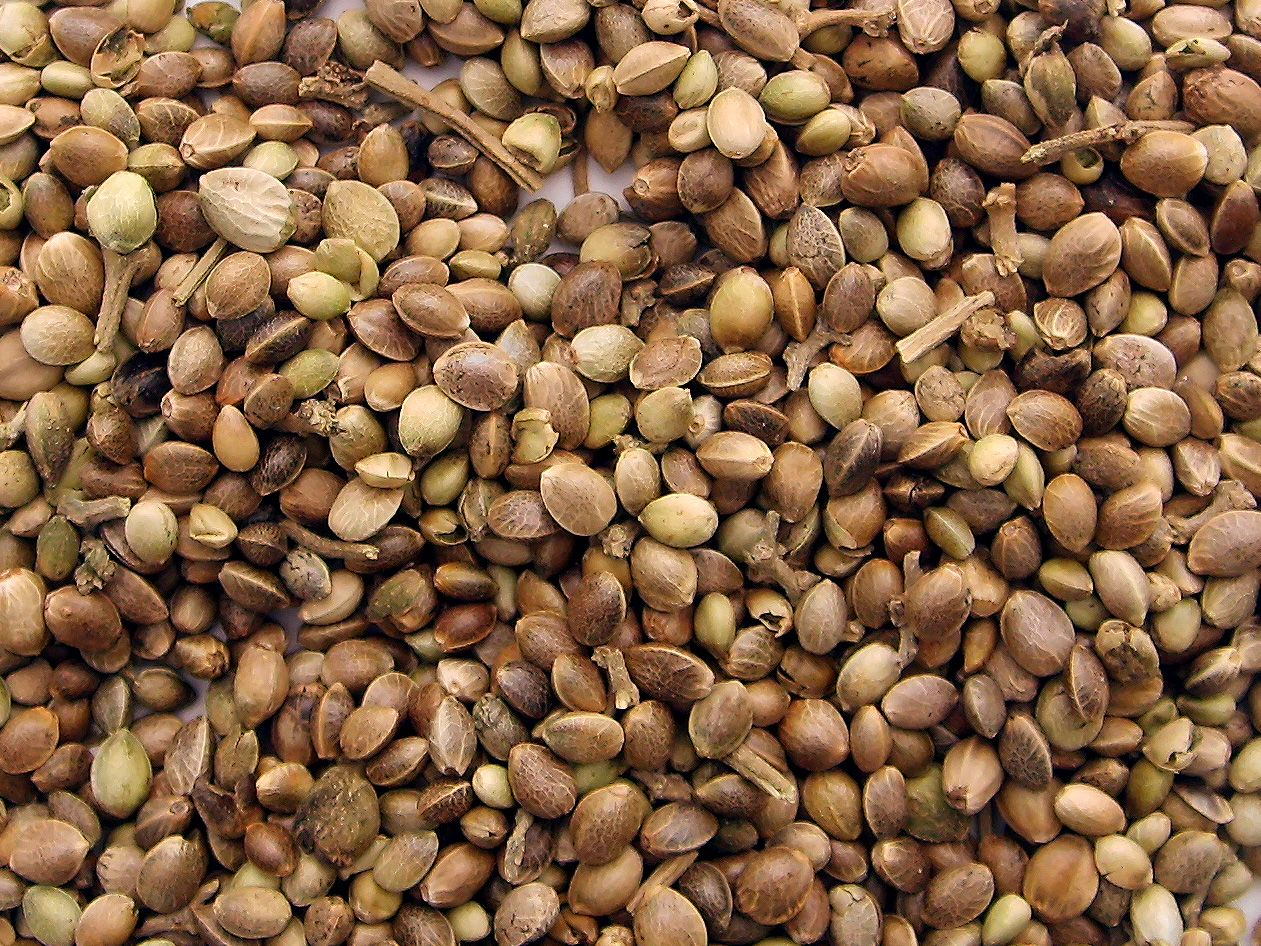
Fruits (achènes) de Cannabis sp. contenant les graines : le chènevis.
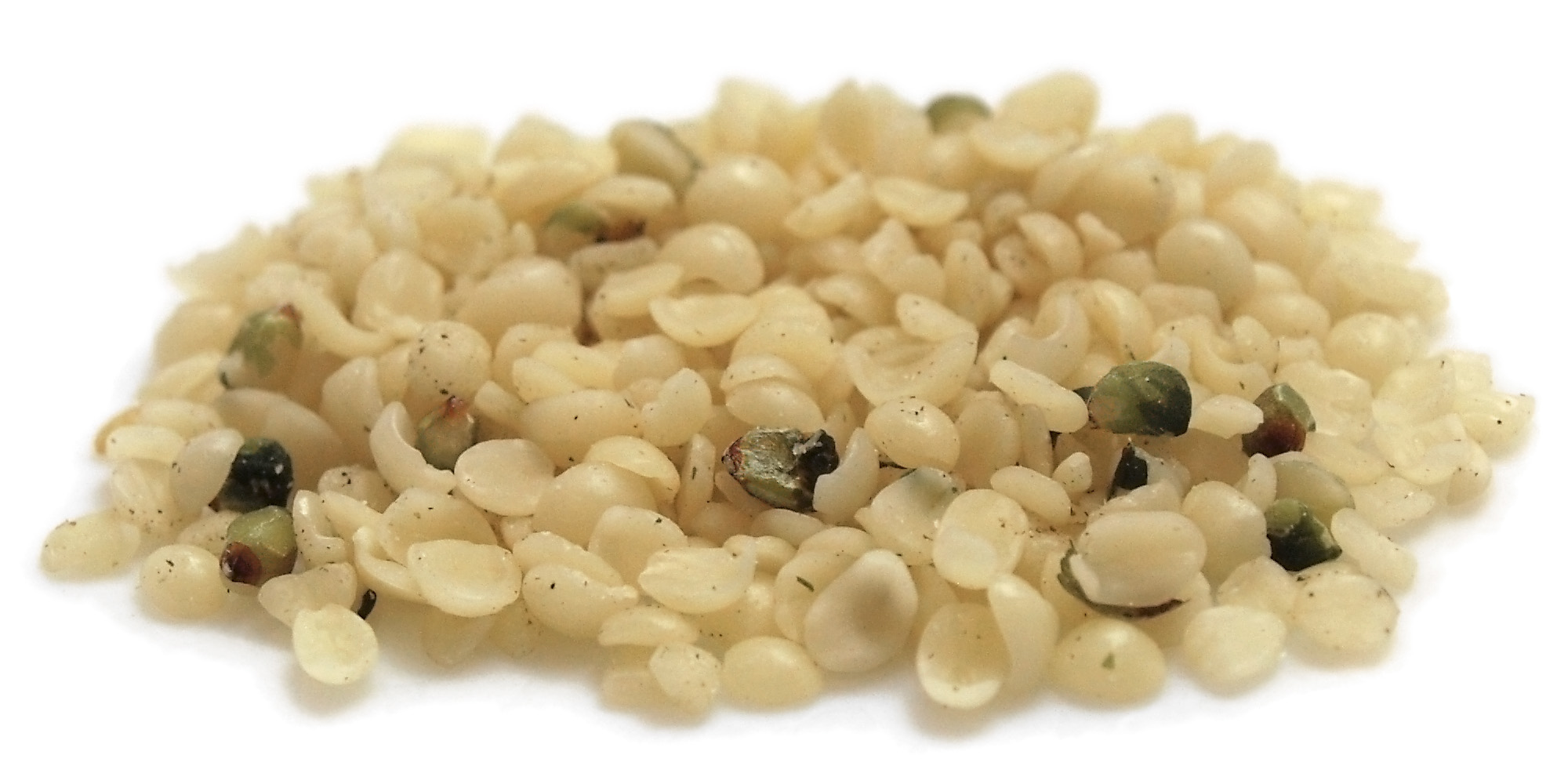
Graines décortiquées.

### Cannabinoïdes dans la plante
Plus de soixante cannabinoïdes sont recensées dans les différents cultivars. Le tétrahydrocannabinol (THC), le cannabidiol (CBD) et le cannabinol (CBN) sont les plus répandues. Leur biosynthèse se fait dans des glandes spécialisées présentes sur toutes les parties aériennes de la plante. Le développement de ces glandes débute avec la formation des bractées.
Les facteurs régulant la production de cannabinoïdes ne sont que partiellement connus. Bien qu'il soit prouvé que le stress environnemental augmente de manière importante la quantité de Δ 9-tetrahydrocannabinol (Haney and Kutscheid, 1973 ; Coffman and Gentner, 1975), une théorie plus générale est que les aspects qualitatifs dépendent de la génétique de la plante et que les aspects quantitatifs sont influencés par des facteurs environnementaux (Fairbairn and Liebmann, 1974 ; Latta and Eaton, 1975). Les cannabinoïdes jouent le rôle d'agents défensifs, contre la dessiccation, les parasites, les UV-B, le froid et les microbes.

## Utilisation

### Historique

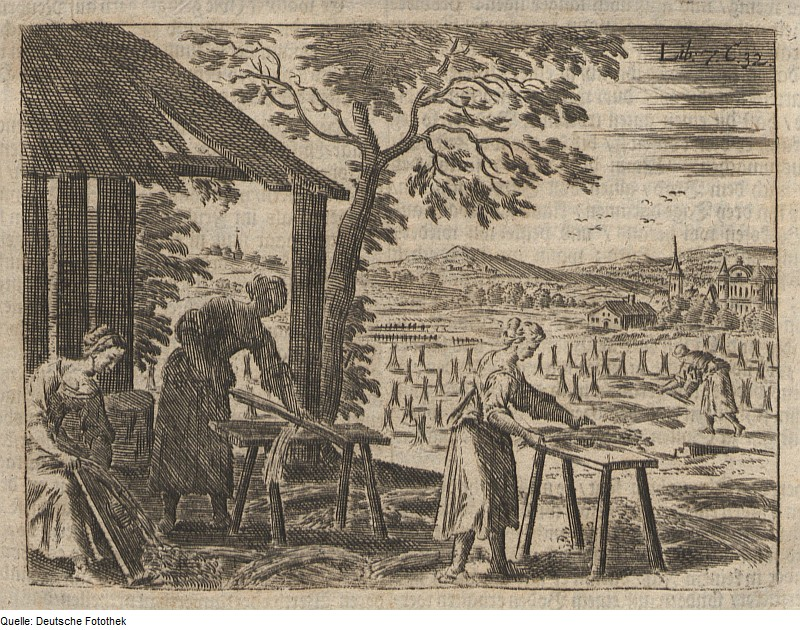
Récolte et travail du chanvre en 1695.

Le chanvre est une des premières plantes domestiquées par l'homme, au Néolithique, probablement en Asie. Il a ensuite accompagné migrations et conquêtes pour se répandre sur tous les continents. Jadis, le Cannabis, était considéré comme une plante magique associée aux pratiques magiques. L'usage rituel du cannabis comme psychotrope est attesté il y a 2500 ans à Jirzankal, Chine.
Les fibres de chanvre servaient à confectionner des vêtements en Chine 600 ans av. J.-C., en Europe au Moyen Âge. Les vêtements royaux occidentaux étaient souvent constitués de mélanges de chanvre et de lin. La première Bible imprimée par Gutenberg l'aurait été sur papier de chanvre. Le papier de chanvre est utilisé jusqu'au XIXe siècle. Au début du XXe siècle, en Europe, les fibres de chanvre furent remplacées par le coton, originaire des États-Unis. Plus récemment, ces fibres résistantes et à portée de main, ont servi à fabriquer des vêtements militaires lors des deux guerres mondiales. À la fin de la Seconde Guerre mondiale, elles furent remplacées par des fibres synthétiques, au tissage plus régulier. Les fibres ont longtemps été utilisées pour fabriquer les billets de banque avant d'être remplacées par de l'ortie. Elles ont également pendant longtemps été utilisées pour tisser les voilures des bateaux en plus des cordes et cordages.
Le chanvre était également considéré comme une plante magique. Il était utilisé dans les rituels funéraires : la fumée de l'herbe séchée et brûlée sur des pierres ardentes en présence du défunt était censée déconnecter du monde matériel et permettre de parler aux esprits.

### Usage agricole et industriel
Traditionnellement utilisé pour faire des cordages, du papier ou des textiles résistants, le chanvre moderne est cultivé plus particulièrement pour ses qualités d'isolant phonique et thermique. Le béton de chanvre et les briques de chanvre permettent en plus de réguler la vapeur d'eau des murs et la laine de chanvre est réputée plus saine que les isolants traditionnels.
Le chènevis est utilisé entier, pour la consommation humaine ou animale, mais on peut aussi en faire de l'huile, des boissons ou de la farine.
Enfin, la chènevotte, c'est-à-dire la moelle centrale de la tige, est également proposée en litière ou comme paillis.

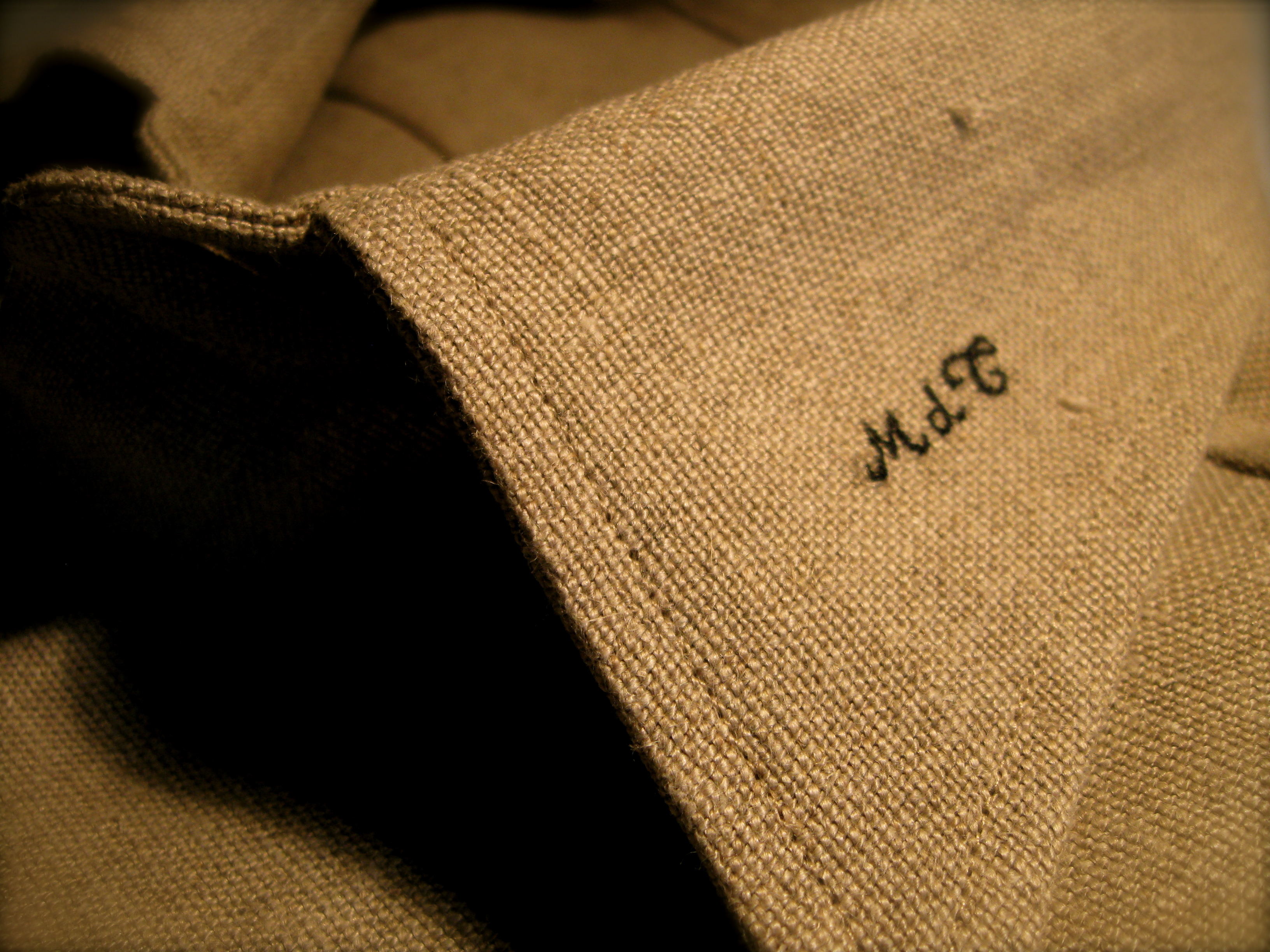
Textile de chanvre.
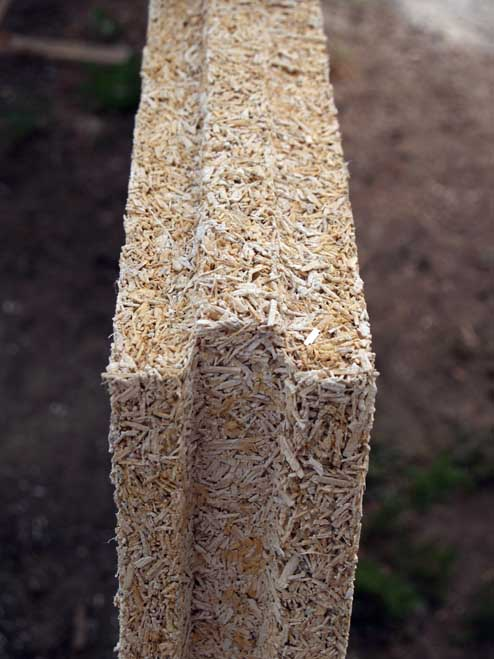
Brique de chanvre.
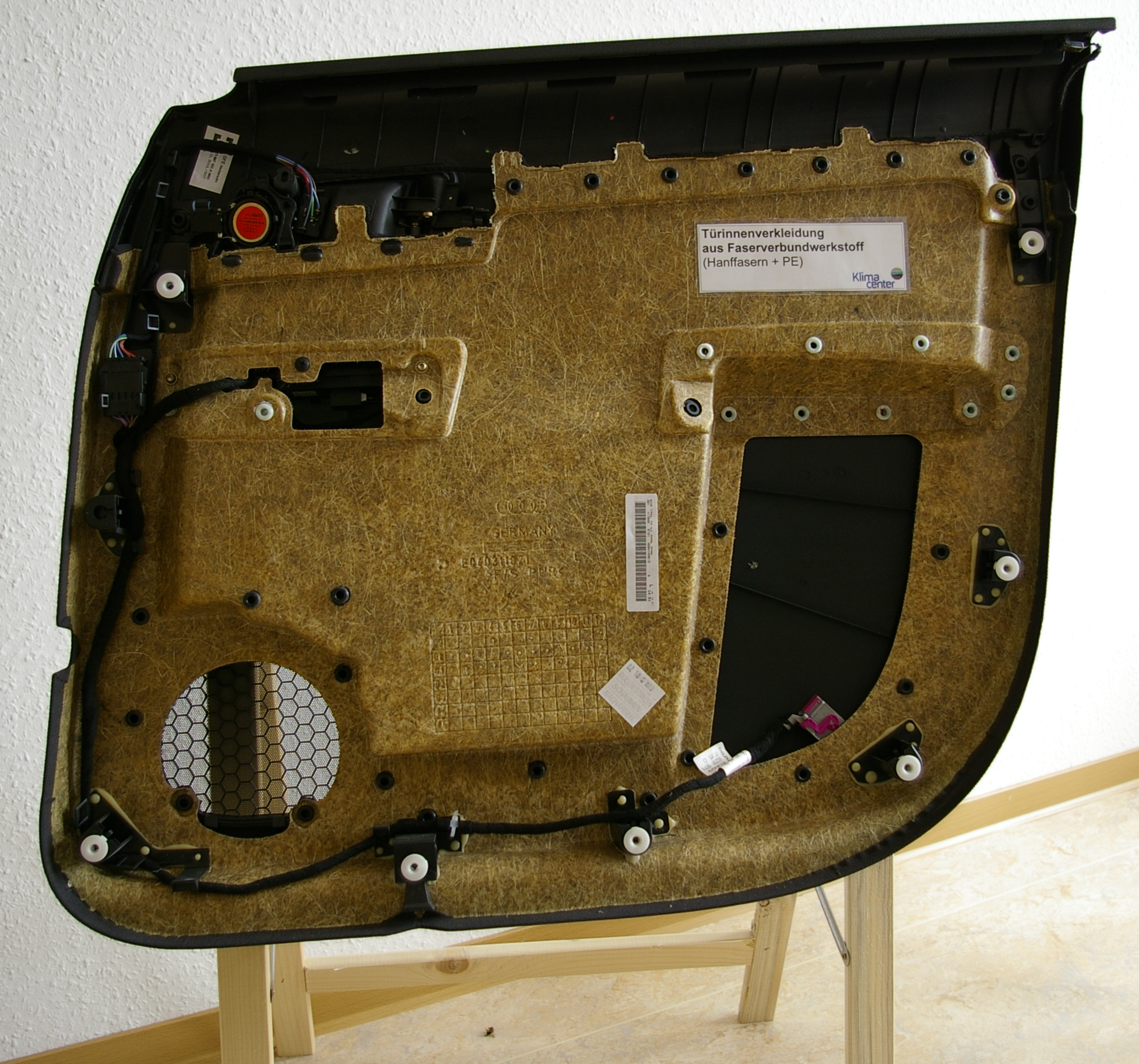
Chanvre isolant en construction automobile.
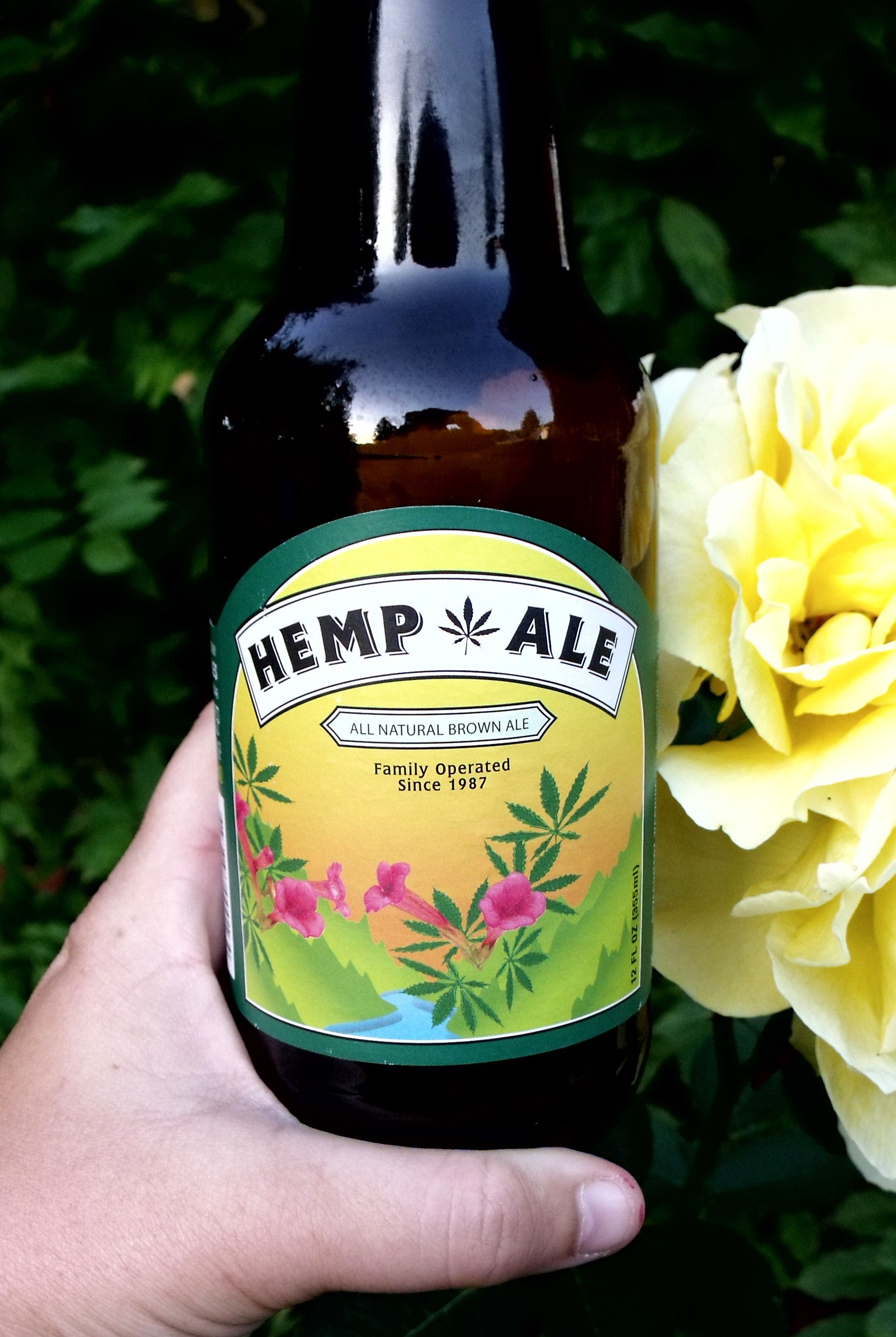
Bière de chanvre.
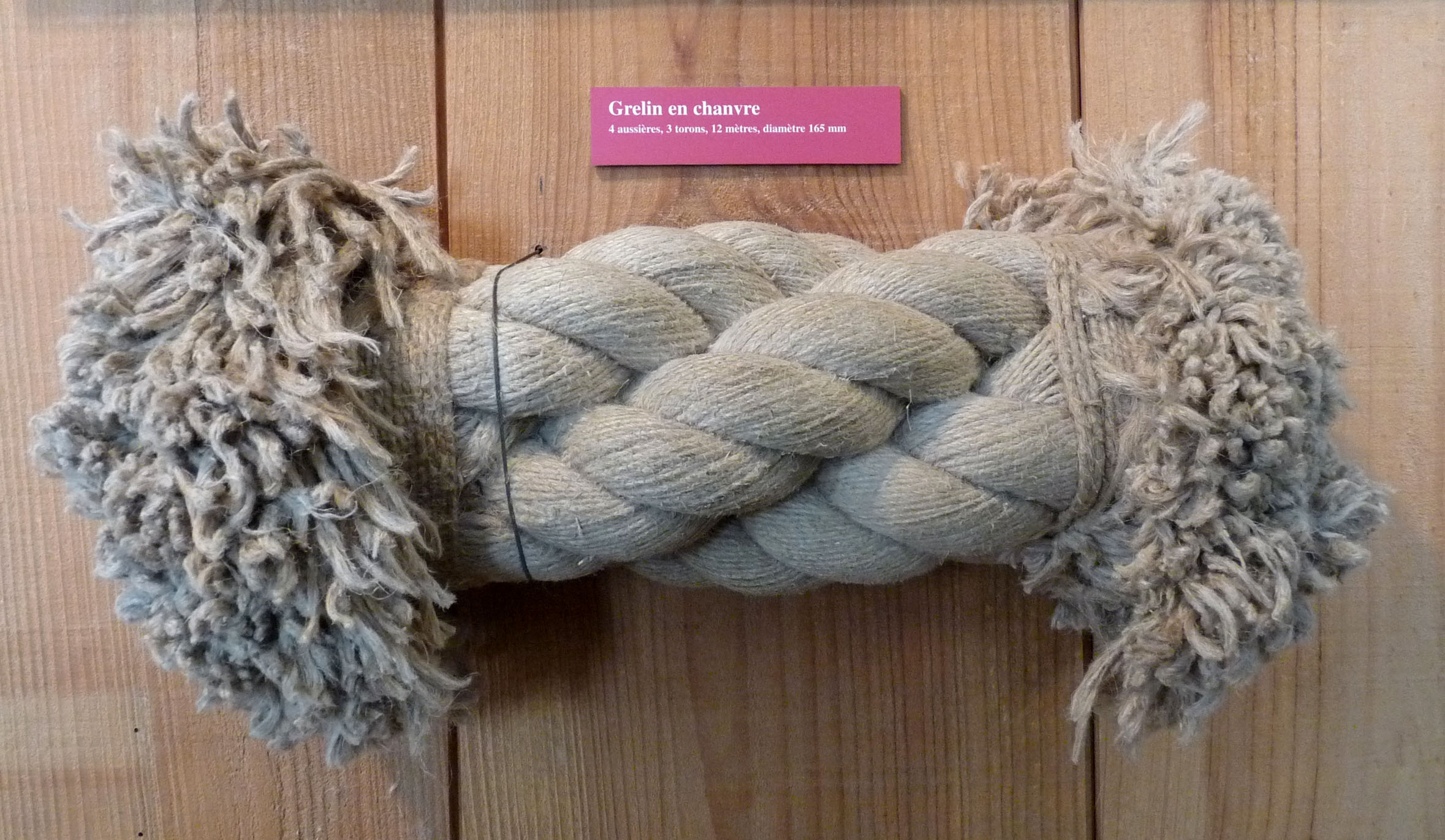
Cordage de chanvre.

### Usage psychotropique et récréatif

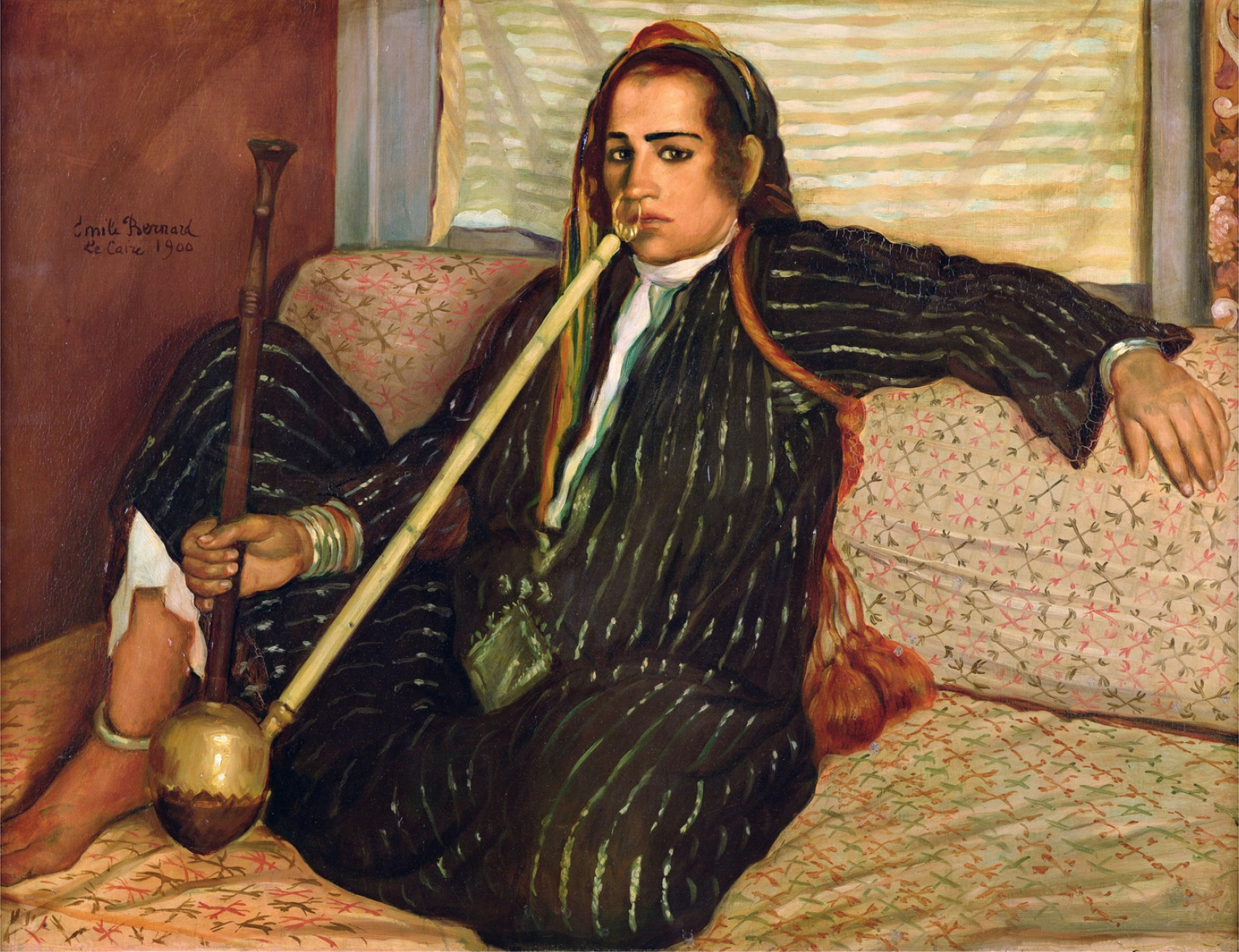
La fumeuse de Haschisch par Émile Bernard, 1900.

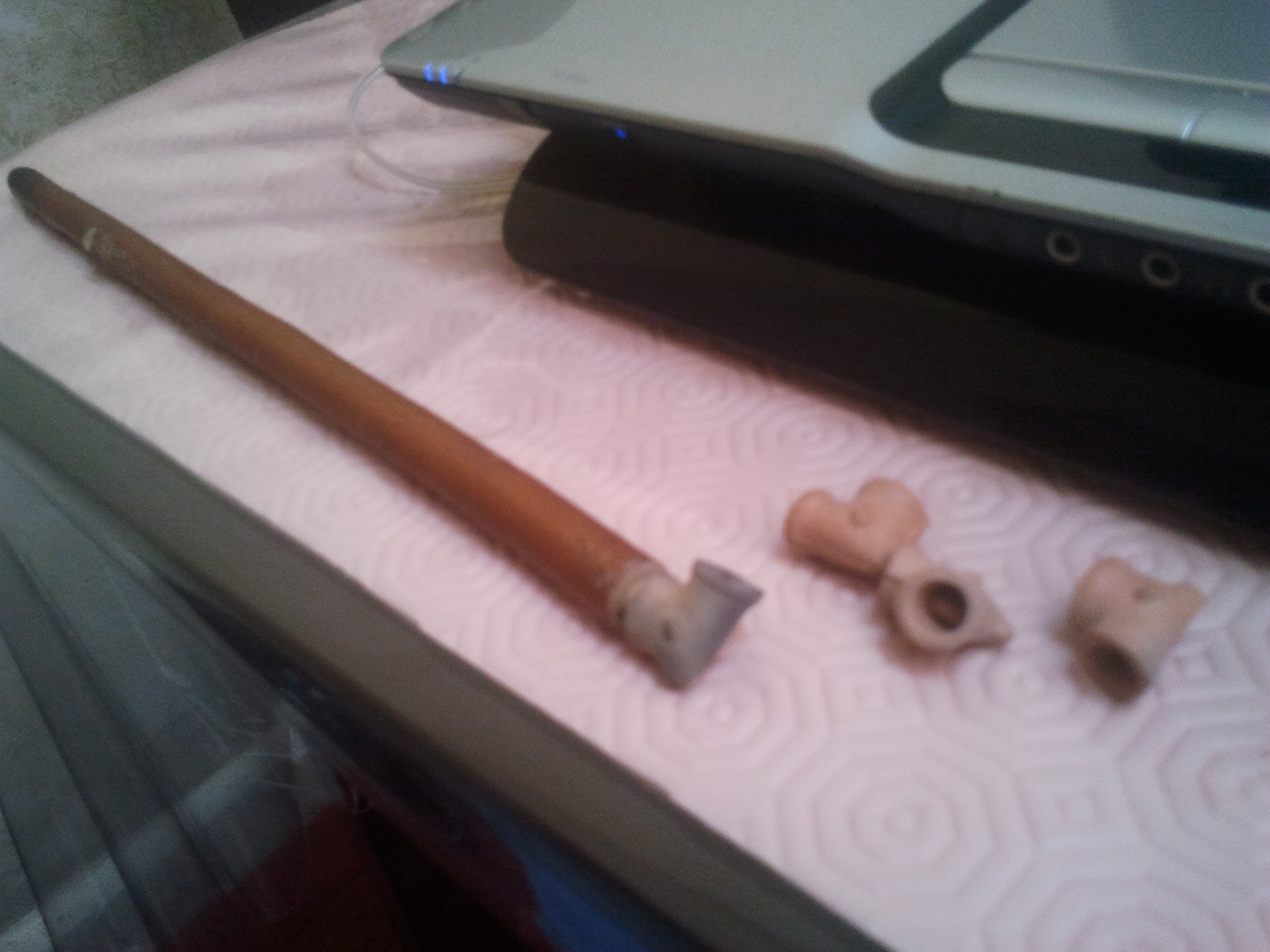
Sebsi (marocaine).

Le chanvre est, légalement ou non selon les pays, largement utilisé pour les propriétés psychotropes induites notamment par la présence de tétrahydrocannabinol (THC). C'est le cas essentiellement de trois des quatre formes qui peuvent être consommées directement après la récolte :
- Cannabis sativa ;
- Cannabis indica ;
- Cannabis afghanica.

La forme Cannabis ruderalis ne contient pas suffisamment de THC pour présenter un réel intérêt dans ce but. Elle n'est utilisée par les cultivateurs de cannabis que pour effectuer des croisements en vue d'obtenir une meilleure résistance et une floraison plus précoce. Actuellement[Quand ?], presque tous les cultivars utilisés pour l'auto-consommation sont des hybrides de ces quatre espèces. Mais ce sont principalement Cannabis indica et Cannabis sativa qui sont utilisées.
Bien qu’il ait probablement été utilisé comme drogue occasionnelle durant son histoire, c'est aux États-Unis, parmi la scène jazz des années 1950 qu’on le voit devenir populaire, avec la Beat Generation. Suivra une forte augmentation de son utilisation pendant les années 1960. Harry Anslinger, investigateur du système fédéral de lutte contre la drogue fait surveiller et ficher de nombreux artistes susceptibles d'en consommer. En Europe de l'Ouest, l'explosion de la popularité du cannabis coïncide avec le mouvement hippie : la consommation de drogue devient alors synonyme de contestation de la société bourgeoise.
Depuis les années 1990, la culture du chanvre a vu se développer de nouveaux acteurs, de nouveaux réseaux et de nouvelles pratiques. En effet de plus en plus d'usagers du cannabis en Europe et dans le monde (États-Unis, Canada, Australie…) se tournent vers l'autoproduction à l'intérieur de logements - en appartement ou en maison, ou à l'extérieur - dans le jardin, en forêt, en montagne, dans un champ… Ils ne veulent plus être confrontés aux risques (violences, mauvaise qualité des produits, inflation…) liés aux trafics dans les espaces publics (rue, cité…) ou privés (bar, discothèque, appartement…), et souhaitent pour certains augmenter leurs revenus en commercialisant une partie de leur production auprès de leurs propres réseaux (amis, famille, collègues, ami d'ami, voisins…). Cultiver à l'intérieur procure souvent de meilleurs résultats (qualité, quantité), mais est plus dangereux lorsque l'activité est illicite parce que la police identifie plus facilement les responsables, tandis que cultiver à l'extérieur, dans des lieux isolés, est moins risqué en cas de saisie. Enfin, les cultivateurs perfectionnent depuis les années 1970 leurs outils et méthodes de production, ce qui a pour conséquence une plus grande diversité d'herbes, avec une hausse moyenne des teneurs en THC dans les différentes variétés de cannabis. Un réseau de magasins spécialisés fournissant aux cultivateurs tout le matériel sauf les graines s'est développé dans les années 1990 et 2000 en France et dans le monde. L'internet, les sites web de vente en ligne jouent un rôle important dans la diffusion des connaissances, des valeurs et des croyances. Ce secteur de production et de consommation reste à explorer par les chercheurs en sciences sociales et économiques, en médecine, en addictologie et en épidémiologie.

### Usage médicinal et médical

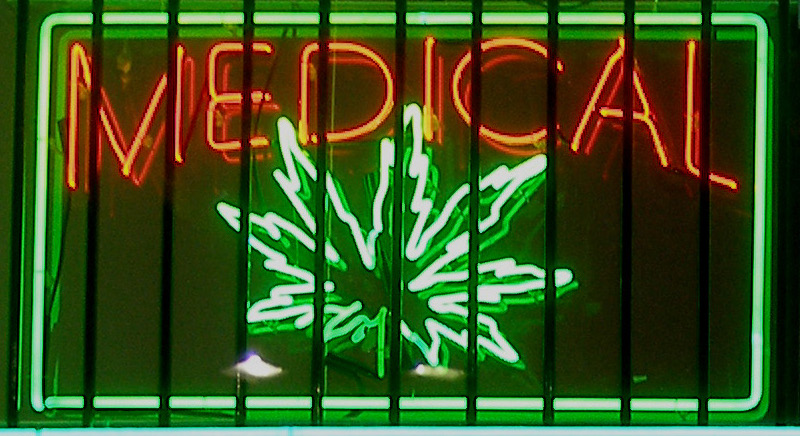
Enseigne d'un dispensaire à Los Angeles, Californie.

L'histoire de l'usage thérapeutique du cannabis est difficile à retracer, notamment parce que les législations régulant sa production, sa distribution, sa possession et sa consommation sont relativement récentes, et la distinction entre usage médical et usage récréatif l'est encore plus.
L'égyptologue Lise Manniche note la mention de la « plante médicale de la marijuana » dans plusieurs textes égyptiens, dont l'un remonte au XVIIIe siècle av. J.-C.. On trouve aussi mention du cannabis dans plusieurs textes anciens chinois et indiens, notamment dans le Shen nung pen Ts'ao king, le plus vieux recueil traitant de plantes médicinales, attribué à l'empereur Shennong. Le cannabis y est prescrit pour traiter vomissements, maladies infectieuses parasitaires et hémorragies. La redécouverte par l'Occident des vertus thérapeutiques du cannabis est généralement attribuée à Sir William Brooke O'Shaughnessy, qui en 1831 publie dans la revue médicale britannique The Lancet sa méthode d'injection intraveineuse d'électrolytes en solution pour soigner le choléra. Sa découverte lui vaut un poste en Inde, où il étudie les différentes plantes médicinales traditionnelles, dont l'opium. À partir de la fin des années 1830, il expérimente avec différentes concoctions à base de chanvre et ses effets sur des patients souffrant notamment de rhumatismes, hydrophobie, choléra ou tétanos. Il publie ses expériences et conclusions lors de son retour en Angleterre en 1841, où il rapporte des spécimens de chanvre et de strychnos nux-vomica à l'intention des Jardins botaniques royaux de Kew.
De nombreux articles sur différentes espèces de cannabis sont publiés en Europe et en Amérique du Nord pendant la seconde moitié du XIXe siècle. L'usage thérapeutique du cannabis et du haschich est courant aux États-Unis jusque dans les années 1930, et fait son apparition dans la pharmacopée américaine officielle en 1851. Il est prescrit généralement comme un analgésique, un sédatif, un antispasmodique ou un antiémétique. Malgré son efficacité reconnue, son utilisation décline car le cannabis, peu soluble dans l'eau (liposolubilité), ne peut être injecté à l'aide d'une seringue hypodermique, à la différence de médicaments plus modernes. La prohibition des psychotropes et l'impossibilité de son utilisation par voie injectable expliquent que le cannabis est supprimé définitivement de la pharmacopée américaine en 1941 et de la pharmacopée française en 1953.
Le chimiste israélien Raphael Mechoulam isole en 1964 le tétrahydrocannabinol (THC), principal composé psychoactif du cannabis, et devient un pionnier de l'utilisation médicale du cannabis. Il publie plusieurs expériences cliniques, ce qui relance l'intérêt médical de cette drogue dans les laboratoires internationaux.
Au XXIe siècle, dans les pays où il est autorisé, le cannabis médical est employé dans une très grande variété de maladies et de pathologies, notamment nausées et vomissements, anorexie et cachexie, spasmes, troubles du mouvement, douleurs, glaucome, diarrhées, épilepsie, asthme, dépendance et état de manque, symptômes psychiatriques, maladies auto-immunes et inflammations et insomnies. Le cannabis existe sous plusieurs formes médicales, dont la disponibilité dépend de la législation du pays où il est autorisé. Il peut aussi être prescrit à l'état naturel afin d'être consommé fumé, ou par inhalation de vapeur de tétrahydrocannabinol (THC) sublimé, et là encore sa prescription la plus courante reste relative aux malades en phase terminale.
Il a été constaté que le THC diminue l'avancement de la tumeur de la même manière que la dégradation des cellules dans les poumons de 50 % et diminue de part en part la limite de propagation de la maladie, selon des chercheurs de l'Université de Harvard qui ont essayé le composé à la fois en laboratoire et à la souris.
Pour des usages médicaux, selon une publication de 2019, une levure de bière a été génétiquement modifiée pour produire in vitro des cannabinoïdes médicinaux (dont certains ont des propriétés psychotropes) semblables à ceux trouvés dans le cannabis.
En France, un test de deux années mené dans des centres hospitaliers et concernant plus de 3 000 personnes souffrant de maladies graves a été voté par les députés français fin octobre 2019 et devrait débuter au premier semestre 2020. Le test sera destiné aux patients souffrant de maladies comme l'épilepsie, la sclérose en plaques ou encore des effets secondaires de chimiothérapies. Le traitement prendra la forme de fleurs séchées, ou d'huiles et potentiellement de tisanes.

## Santé et impact sociétal
En 2018 et 2019, des études montrent qu'une consommation régulière de cannabis chez l'adolescent induit une baisse irréversible pouvant atteindre six points de QI et favorise l'apparition de troubles psychotiques.
Une étude de l'INSERM montre une corrélation entre consommation précoce de cannabis et périodes de chômage à l'âge adulte.

## Consommation du cannabis et santé chez les jeunes
La consommation précoce du cannabis peut entraîner certains problèmes de santé mentale chez les jeunes et les jeunes adultes. L'usage régulier ou abusif de cannabis peut être associé à l'apparition ou l'aggravation de troubles de santé mentale (par exemple : anxiété, dépression et psychose par exemple) ; l'altération de l'attention, de la mémoire, des fonctions exécutives et du développement neurologique ; le déclin cognitif et des performances scolaires ; et la perturbation des relations familiales et sociales chez les jeunes.
L'utilisation du cannabis est directement liée à des problèmes cérébraux chez les jeunes qui commencent à en consommer à un âge précoce et peut en particulier comporter certains effets néfastes. Elle est associée aux troubles d’usage de substances, à des atteintes cognitives ainsi qu’à l’apparition de troubles psychotiques. Notons également qu’une consommation dès un jeune âge est associée à un plus grand risque de développer un trouble d’usage au cannabis ou des altérations du développement cérébral ainsi au décrochage scolaire.
L'usage récréatif du cannabis peut également avoir des conséquences négatives : taux plus élevé d’inemploi, de participation à des activités criminelles, et de besoin d’aide sociale, ainsi que la naissance d'un sentiment d’insatisfaction face à la vie.
Malheureusement, de plus en plus de jeunes commencent à consommer du cannabis à un âge précoce[réf. souhaitée] et, dans la plupart des cas, ces jeunes ne sont pas conscients des effets négatifs que cela peut avoir sur leur santé mentale[réf. souhaitée]. Le fait que le cannabis soit l'une des drogues les plus consommées dans le monde augmente le risque de son utilisation au sein des populations, étant considérée comme quelque chose de normal ou à la mode.

## Trafic - Législation -

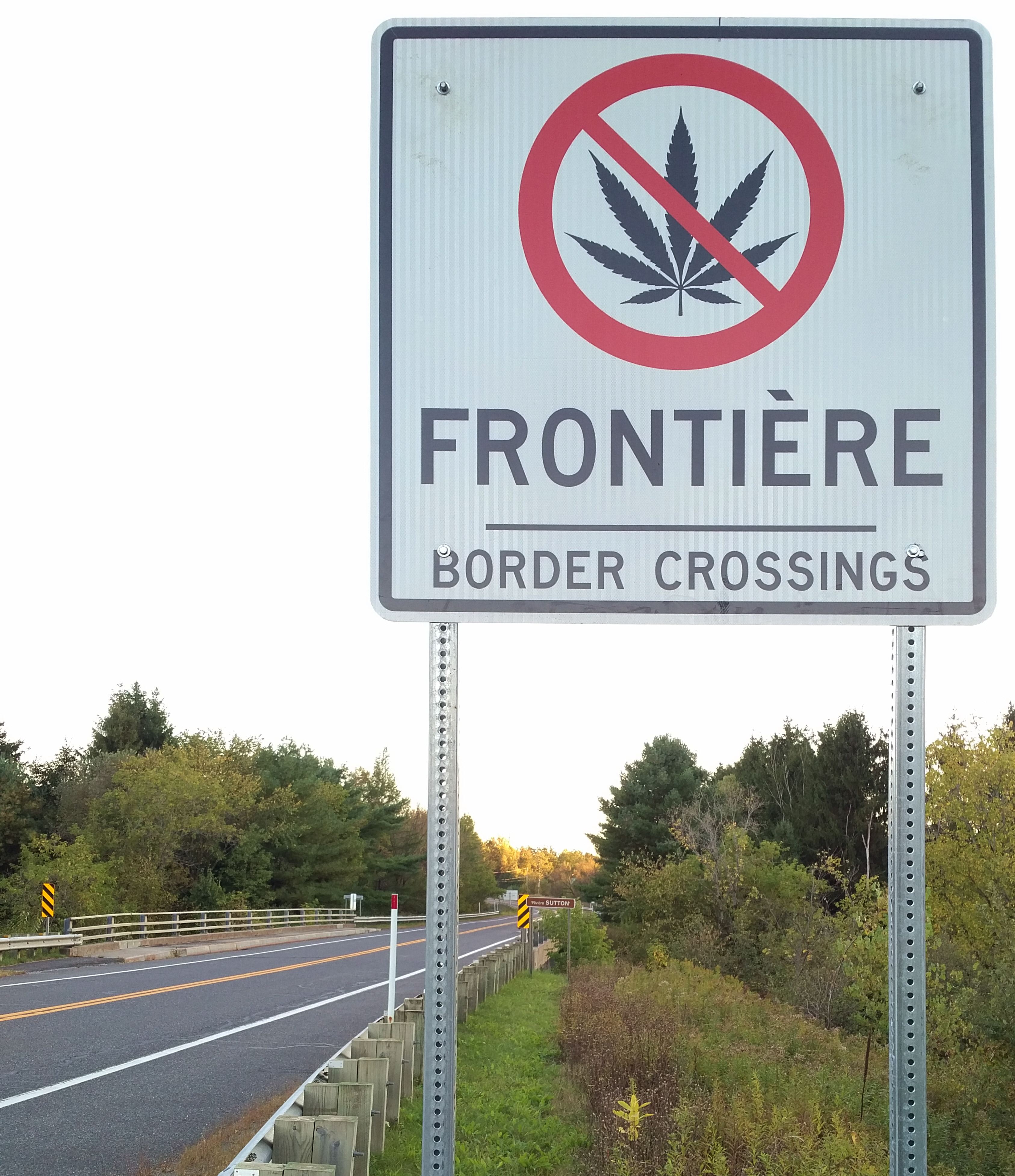
Signalisation routière à la frontière Canada-États-Unis interdisant le cannabis, Abercorn près de Sutton, Québec (2018).

Dans le monde, le cannabis est la drogue illicite la plus largement répandue,. La question de la légalisation du cannabis est diversement appréciée par les États souverains : certains Etats légalisent (ou dépénalisent) le cannabis, tandis que d'autres l'interdisent,.
Dans le texte original de la Convention unique sur les stupéfiants de 1961, le Cannabis et la résine de cannabis sont inscrits au tableau IV et sont donc également inclus au tableau I et soumis à toutes les mesures de contrôle applicables aux stupéfiants de ce tableau, auxquelles s'ajoutent des mesures plus contraignantes encore,. Cette convention ne s'applique toutefois pas au chanvre industriel.
La Convention contre le trafic illicite de stupéfiants et de substances psychotropes de 1988, autorise l'administration à usage médical et prévoit de ne pas punir la consommation, mais de réprimer le fait de se procurer, de détenir et les actes préparatoires, même pour l'usage personnel.
Afin de réglementer l'usage de ces plantes, la culture et la possession de Cannabis sp. ou de sous-produits à usage récréatif font l'objet d'une législation variable selon les pays et la concentration en THC des variétés considérées. Malgré cela, il existe des circuits parallèles qui tentent de contourner la légalité en organisant un trafic parfois pratiqué par des bandes organisées.
En France, les infractions relatives aux stupéfiants sont prévues aux articles 222-34 à 222-43-1 du Code pénal. Notamment, les sanctions contre les trafiquants de stupéfiants peuvent aller jusqu'à trente ans d'emprisonnement et 7 500 000 € d'amende. Pour lutter contre ce trafic, il existe une mission interministérielle de lutte contre les drogues et les conduites addictives. La présentation sous un jour favorable de l'usage ou du trafic de cannabis est passible de cinq ans de prison et 75 000 € d’amende, limitant de fait la liberté d'expression autour du cannabis, mais plus largement des stupéfiants illégaux. Lorsque l'intention est artistique ou à but informatif, l'infraction n'est toutefois pas relevable. C'est ainsi que quelques médias spécialisés existent sur le sujet, comme Newsweed, et informent quotidiennement de l'actualité légale et mondiale du cannabis, tout en apportant des éléments scientifiques issus d'études ou de recherches internationales.
Comptant 47 000 hectares cultivés en 2017, le Maroc est le principal producteur de cannabis au monde, devant la Mongolie (15 000 hectares).
En 2018, le Royaume-Uni était le premier producteur de cannabis légal au monde, totalisant 95 tonnes de marijuana à usage médical et scientifique en 2016, soit 44,9 % de la production mondiale. Il est, la même année, le plus grand exportateur, représentant 70 % du marché international.

## Projet de légalisation
En Allemagne, en 2019, à contre-courant, le juge Andreas Müller considère comme inconstitutionnelles les dispositions de la loi sur les stupéfiants qui font du trafic illégal de produits à base de cannabis une infraction punissable. Le 20 avril 2020, Müller envoie un mémoire de 140 pages à la Cour constitutionnelle. En mai 2022, le ministre libéral de la Justice promet un projet de loi de légalisation du cannabis à des fins récréatives, qui doit être en vigueur un an plus tard. L'Allemagne annonce ainsi une « révolution sociétale au cœur de l'Europe ».
Au Canada, le cannabis récréatif devient légal à l'échelle fédérale avec la loi C-45, résultat d'une promesse électorale qu'avait formulé l'actuel premier ministre, Justin Trudeau. L'entrée en vigueur de cette loi est prononcée pour le 17 octobre 2018 dans tout le pays. Chaque province définit un modèle plus ou moins similaire les uns des autres, concernant la vente.
Le cannabis récréatif est considéré comme une drogue douce, notamment du fait de l'impossibilité de faire une overdose de THC. Une dépendance psychique au cannabis reste possible, mais non physique comme dans le cas des drogues dites dures. Par ailleurs, des effets métaboliques néfastes ont été observés[Lesquels ?][réf. nécessaire].
Selon l’Office des Nations unies contre la drogue et le crime, 180 millions de personnes ont consommé au moins une fois du cannabis à usage récréatif en 2017.
Le marché du cannabis est en constante augmentation. En 2010, l'OFDT estimait le marché global à 225 tonnes de cannabis consommé en France contre 360 aujourd'hui, soit une croissance de 60 % en dix ans. En termes de consommateurs, il y a aussi une forte augmentation, passant 3,8 millions en 2010 à 4,6 millions en 2020. Les consommateurs réguliers (plus de dix fois par mois) ont également augmenté de 930 000 en 2010 à 1,4 million en 2020 dont la moitié aurait une consommation quotidienne. Ces statistiques feraient des Français les plus gros consommateurs d’Europe.[réf. nécessaire]
Selon un rapport publié en novembre 2021 par l’Observatoire français des drogues et des toxicomanies (OFDT), la diffusion du cannabis en France s’est stabilisée entre 2017 et 2020. Environ 46 % des adultes entre 18 et 64 ans en ont déjà consommé. La population des usagers réguliers est en léger recul (3,2 % en 2020) avec une prédominance masculine. Cette prédominance a tendance à s’effriter et l’âge moyen des consommateurs à s’accroître. Le joint d’herbe apparaît en tête des habitudes de consommation (enquête menée en 2020 auprès de près de 11 000 personnes représentatives de la population française).